# 마쓰다 2
마쓰다 2(영어: Mazda2, 일본어: マツダ・ツー Matsuda Tsū[*])는 마쓰다에서 2002년부터 생산 및 판매하는 서브컴팩트/슈퍼미니 차량으로, 현재 3세대가 출시되었다. 일본을 제외한 시장에서 마쓰다의 엔트리급 모델인 마쓰다2는 마쓰다 3 아래에 위치한다. 마쓰다2는 마쓰다 데미오 (2019년까지 일본 시장에서 사용된 이름)로도 판매되었으며, 직접적인 전신은 마쓰다 121로 수출되었다.
2세대 마쓰다2는 2008년 올해의 세계 자동차 타이틀을 획득했으며, 3세대 모델은 2014~2015년 일본 올해의 차로 선정되었다.
3세대 모델은 북미에서 사이언 iA 및 토요타 야리스, 야리스 iA 및 야리스 R로 판매되었다.
2022년부터 토요타 야리스 하이브리드를 기반으로 한 별도의 가솔린 하이브리드 버전이 유럽에서 가솔린 동력 3세대 마쓰다2와 함께 동일한 마쓰다2 명칭으로 판매되었다.

## 전신

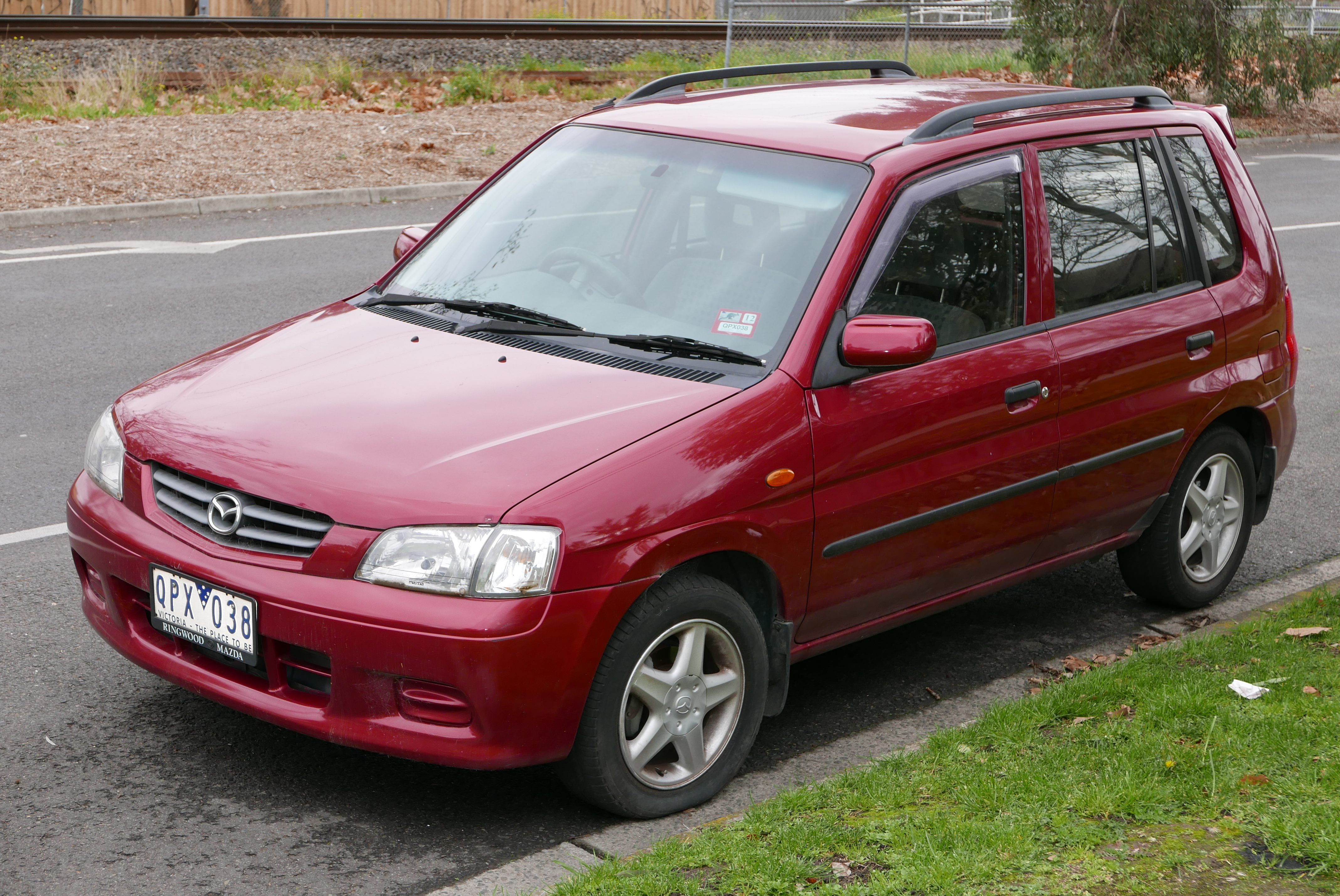
2000 마쓰다 121 (DW)

르뷔를 재설계할 때 마쓰다는 키가 큰 해치백, 미니밴 같은 패키지를 고안했다. 부정적인 언론 보도가 가득했던 시기에 출시된 데미오는 일본에서 마쓰다에게 예상치 못한 성공을 가져다주었으며, 오펠 메리바, 피아트 아이디어 및 르노 모듀스와 같은 현재의 B-세그먼트 미니밴의 전조가 되었다. 대부분의 수출 시장에서 121로 판매된 DW의 후속작은 전 세계 대부분의 지역에서 마쓰다2라고 불렸다. 그러나 데미오라는 이름은 2019년까지 일본에서 계속 사용되었다.
오리지널 데미오는 1996년 7월에 출시되었고 2002년에 교체되었다.

## 1세대 (DY; 2002)
2세대 데미오는 2002년 8월에 재설계되었다. 일본에서는 데미오라는 이름이 계속 사용되었지만, 수출 시장에서는 마쓰다가 121이라는 이름과 다른 이름을 "마쓰다2"로 변경했다. 출시 이후 2는 시장에서 좋은 반응을 얻었으며, 일본 내수 판매량이 7위까지 상승했다.
마쓰다는 B-세그먼트 포드 B3 플랫폼을 기반으로 모델을 개발했으며, 이 플랫폼은 서스펜션 디자인과 같은 부품과 함께 5세대 포드 피에스타와 공유된다. 모델 개발은 수석 엔지니어 키요시 후지와라가 주도했으며, 그는 포드 유럽 R&D에서 B3 플랫폼 개발도 감독했다. 유럽 시장용 자동차 생산은 2003년 1월 20일부터 스페인 발렌시아에 있는 알무사페스 포드 공장에 위탁되었다.
모든 모델에는 ABS와 EBD가 장착되어 있으며, 차체 자세 제어 장치는 선택 사항이었다. 일본에서 제공되는 혁신적인 기능은 e-4WD로, 필요할 때 이 앞바퀴 굴림 차량의 뒷바퀴에 동력을 공급하기 위해 전기 모터를 사용하는 하이브리드 카 유형 시스템이다. 데미오에서 이 시스템은 대부분의 다른 차량에서와 같이 연비 향상이 아니라 견인 보조 장치로만 사용된다.
플로어 팬과 페달 박스에도 큰 차이가 있다. 유럽 전용 버전의 마쓰다2 (DY)는 포드 피에스타에서 직접 가져온 페달 박스를 사용하며, 4x100 대신 자체 4x108 볼트 패턴을 사용한다.
일본에서 판매되는 트림 레벨은 Cozy, Sport, Casual의 세 가지였다.
유럽에서는 S, TS, TS2 트림 레벨이 있었다. TS와 TS2는 2004년에 Antares와 Capella로 이름이 변경되었다. 일본의 1.3 및 1.5 가솔린 엔진은 사용할 수 없었지만, 포드의 1.25리터 16밸브 시그마 엔진이 사용되었으며, 마쓰다의 1.4 및 1.6 가솔린, 그리고 포드의 1.4 TDCi 디젤이 제공되었지만 마쓰다에서는 1.4 CDTi라고 불렀다.
뉴질랜드에서는 1.5 ZY-VE 4기통 직렬 엔진과 함께 마쓰다2가 판매되었다.
2004년, 마쓰다는 일본에서 베리사를 출시했다. 베리사는 데미오/마쓰다2를 기반으로 했지만 더 높은 시장을 목표로 했다.

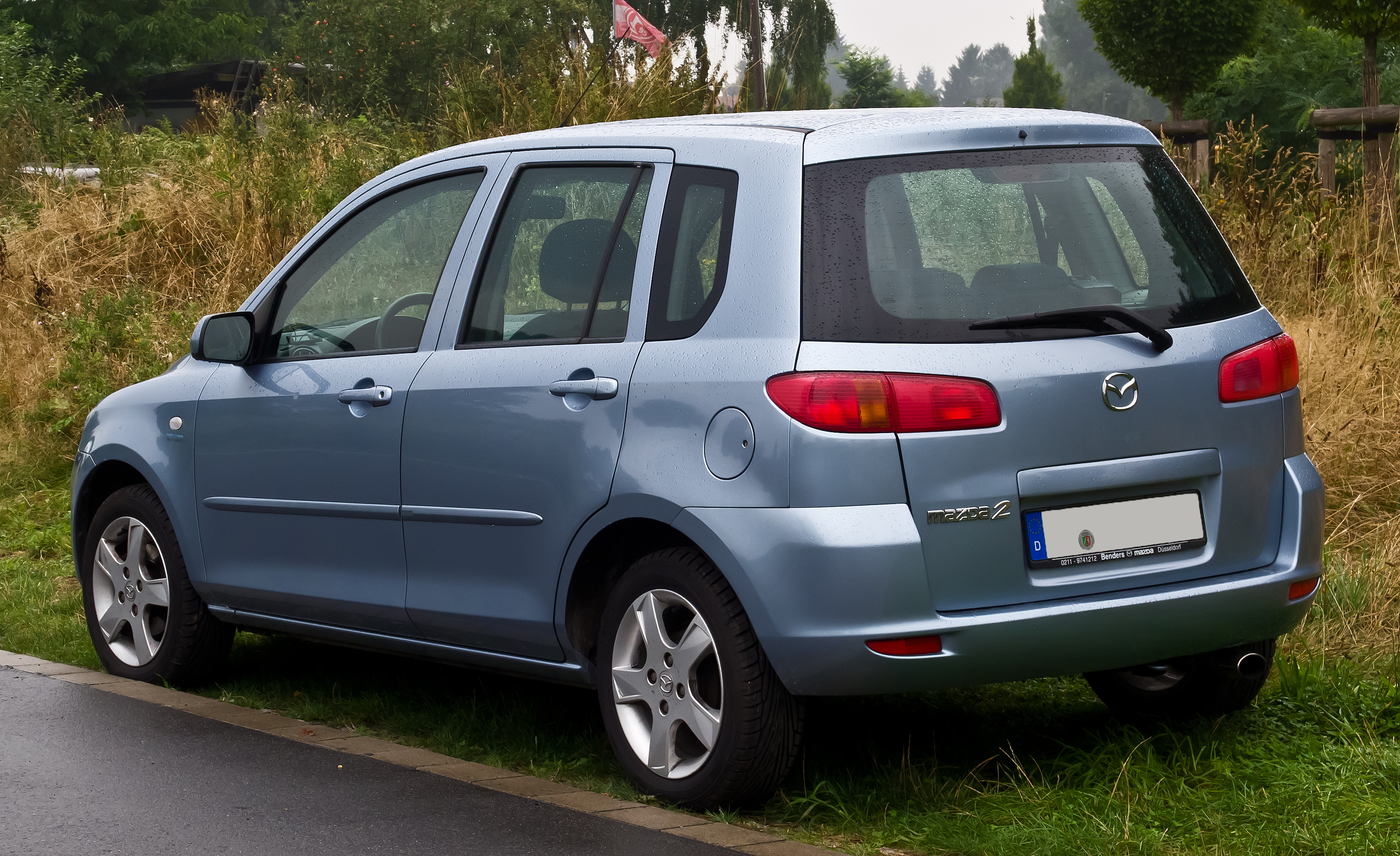
2002~2004 마쓰다2 (DY; 페이스리프트 이전, 독일)
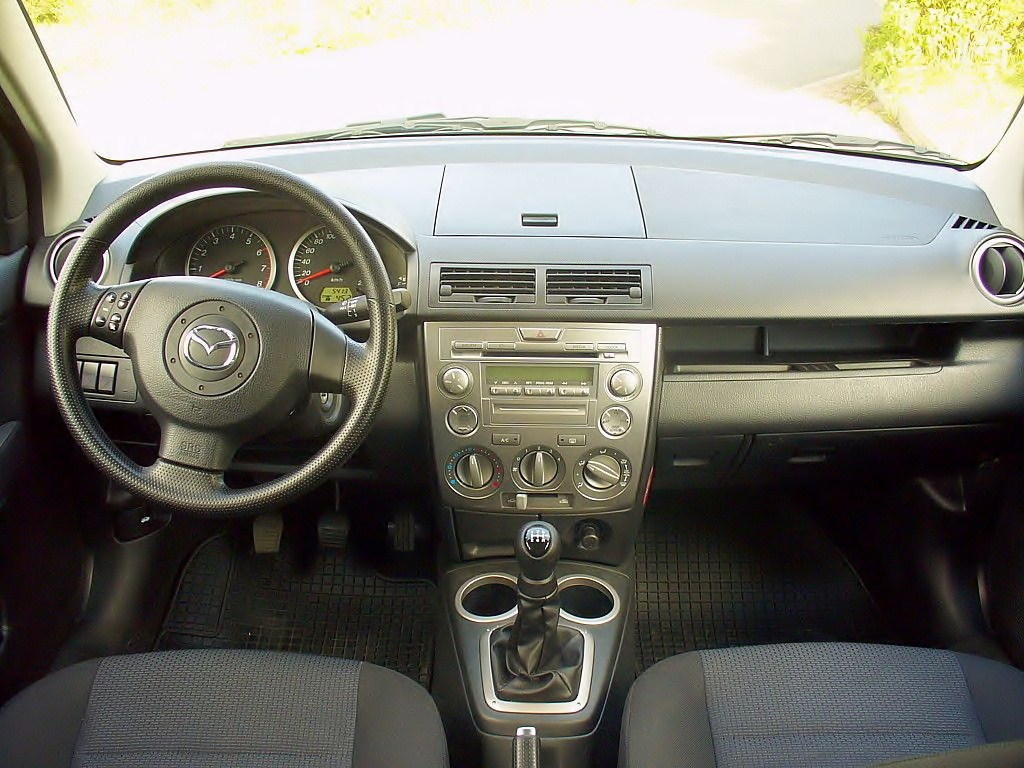
실내

### 엔진
마쓰다2는 다양한 Z-패밀리 엔진과 함께 판매된다.
마쓰다 데미오
| 엔진           | rpm당 출력                       | rpm당 토크                               |
| -------------- | -------------------------------- | ---------------------------------------- |
| 1.3 L ZJ-VE I4 | 91 PS (67 kW; 90 hp) (6000rpm)   | 124 N·m; 91 lb·ft (12.6 kg·m) (3500rpm)  |
| 1.5 L ZY-VE I4 | 113 PS (83 kW; 111 hp) (6000rpm) | 140 N·m; 103 lb·ft (14.3 kg·m) (4000rpm) |

마쓰다2
| 엔진             | rpm당 출력                       | rpm당 토크                               |
| 가솔린           | 가솔린                           | 가솔린                                   |
| ---------------- | -------------------------------- | ---------------------------------------- |
| 1.25 L MZI I4 C2 | 70 PS (51 kW; 69 hp) (5700rpm)   | 110 N·m (81 lbf·ft) (3500rpm)            |
| 1.4 L MZI I4 C4  | 80 PS (59 kW; 79 hp) (5700rpm)   | 124 N·m (91 lbf·ft) (3500rpm)            |
| 1.5 L ZY-VE I4   | 113 PS (83 kW; 111 hp) (6000rpm) | 14.3 kg·m (140 N·m; 103 lb·ft) (4000rpm) |
| 1.6 L MZI I4 C6  | 100 PS (74 kW; 99 hp) (6000rpm)  | 146 N·m (108 lbf·ft) (4000rpm)           |
| 디젤             |                                  |                                          |
| 1.4 L MZ-CDTi I4 | 68 PS (50 kW; 67 hp) (4000rpm)   | 160 N·m (120 lbf·ft) (2000rpm)           |

### 2005년 페이스리프트
데미오는 2005년 4월 13일에 페이스리프트를 받았다.

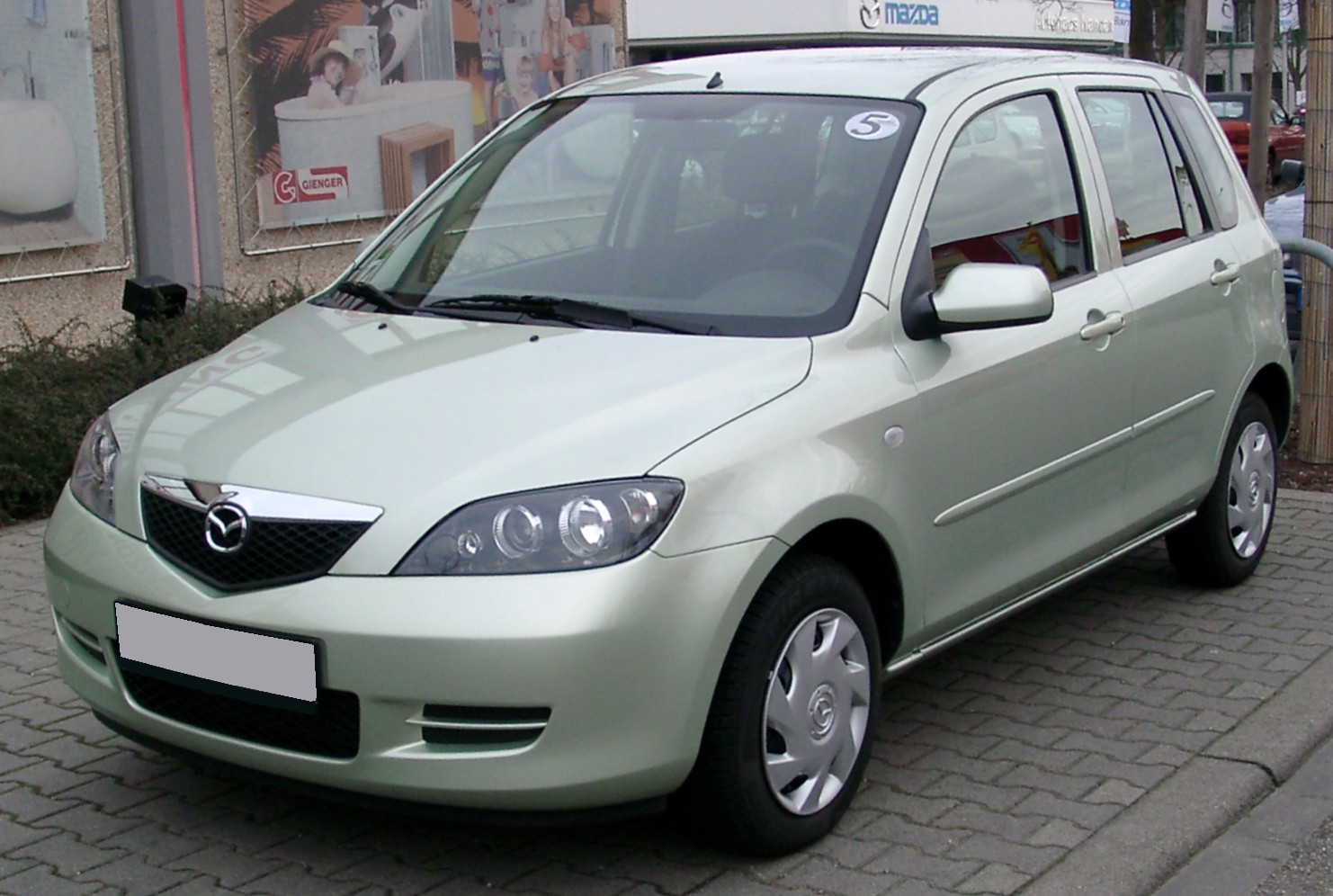
마쓰다2 (페이스리프트, 독일, 2005~2007)
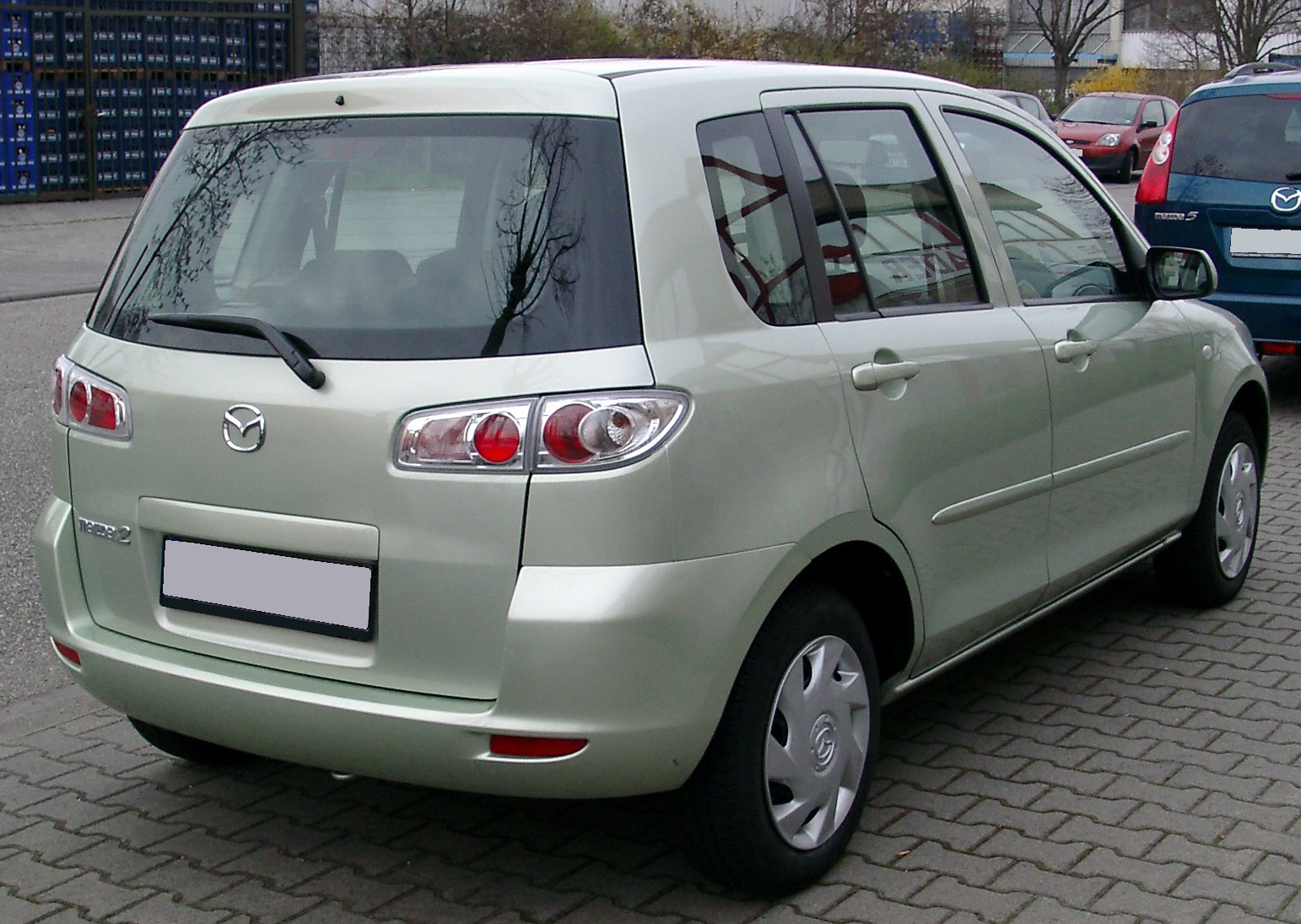
마쓰다2 (페이스리프트, 독일, 2005~2007)
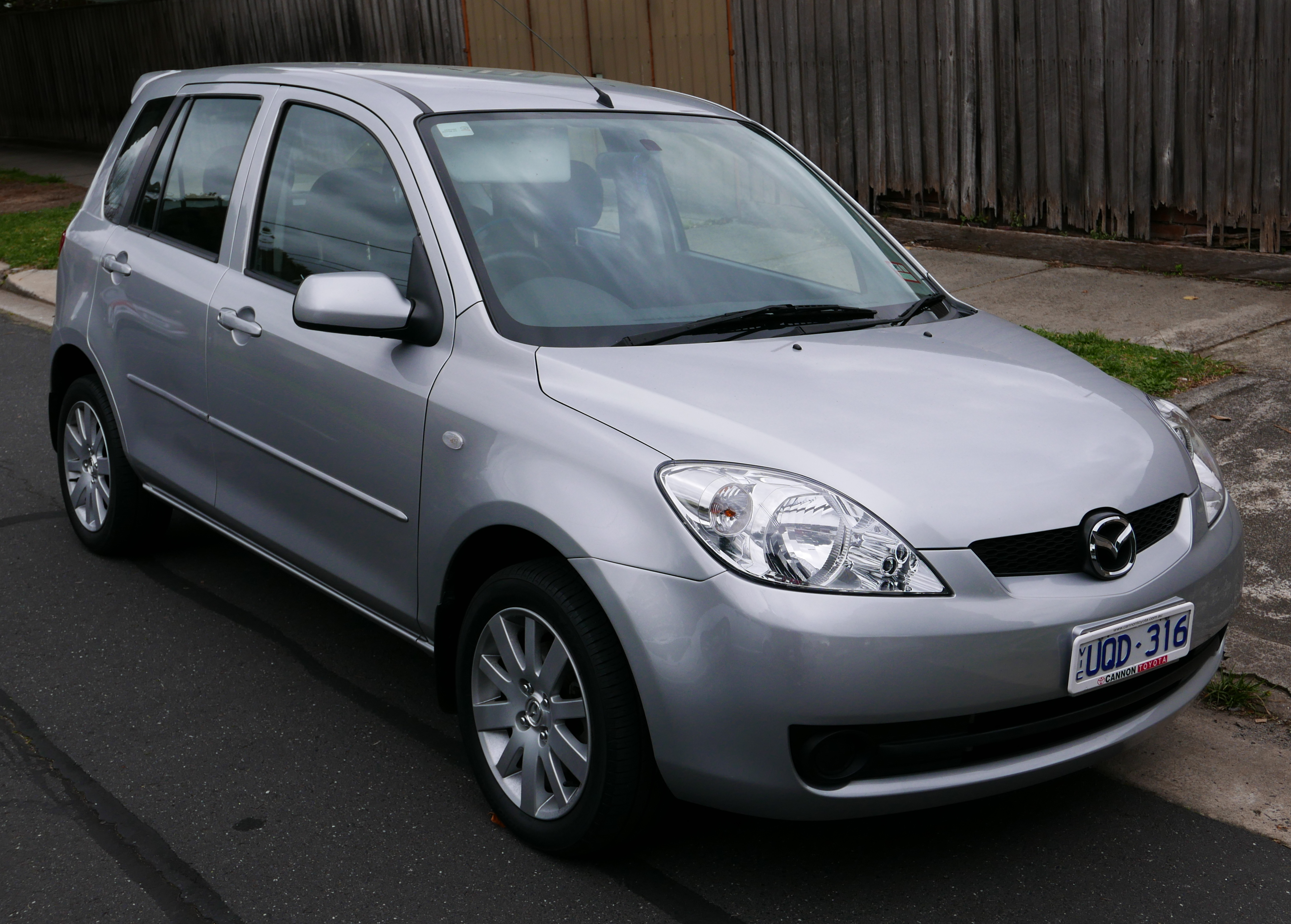
마쓰다2 맥스 (페이스리프트, 호주, 2005~2007)
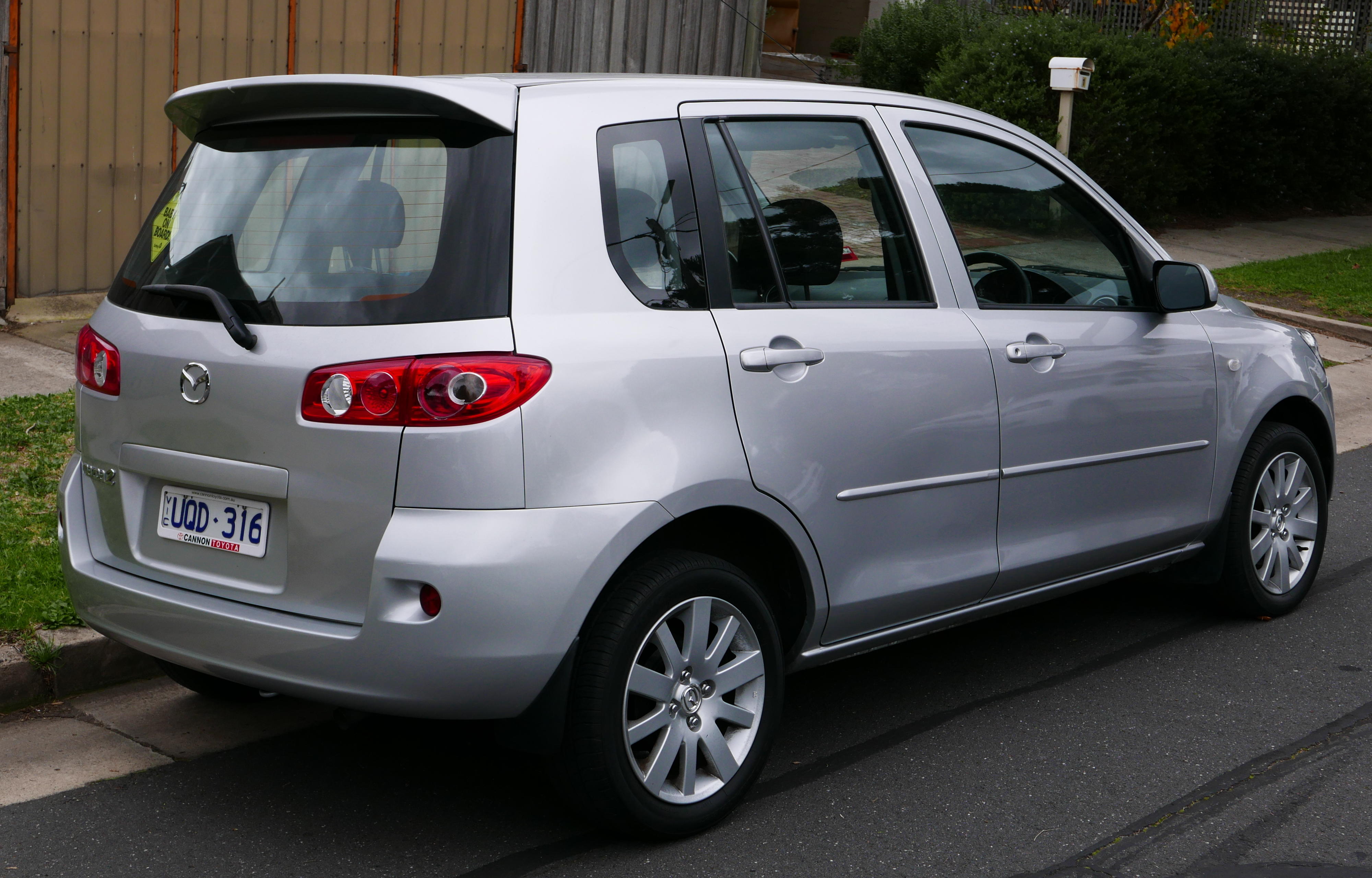
마쓰다2 맥스 (페이스리프트, 호주, 2005~2007)
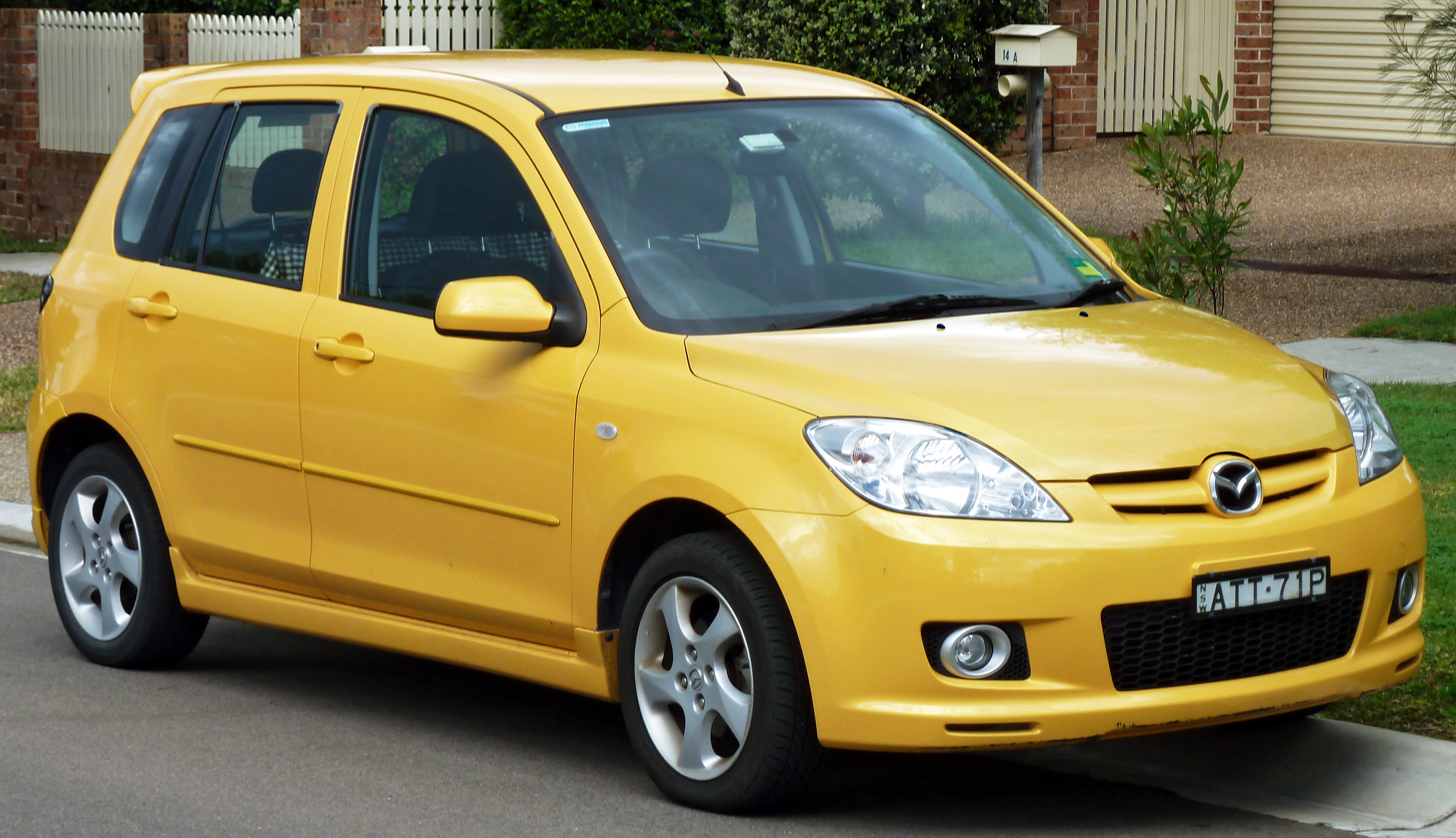
마쓰다2 겐키 (페이스리프트, 호주)
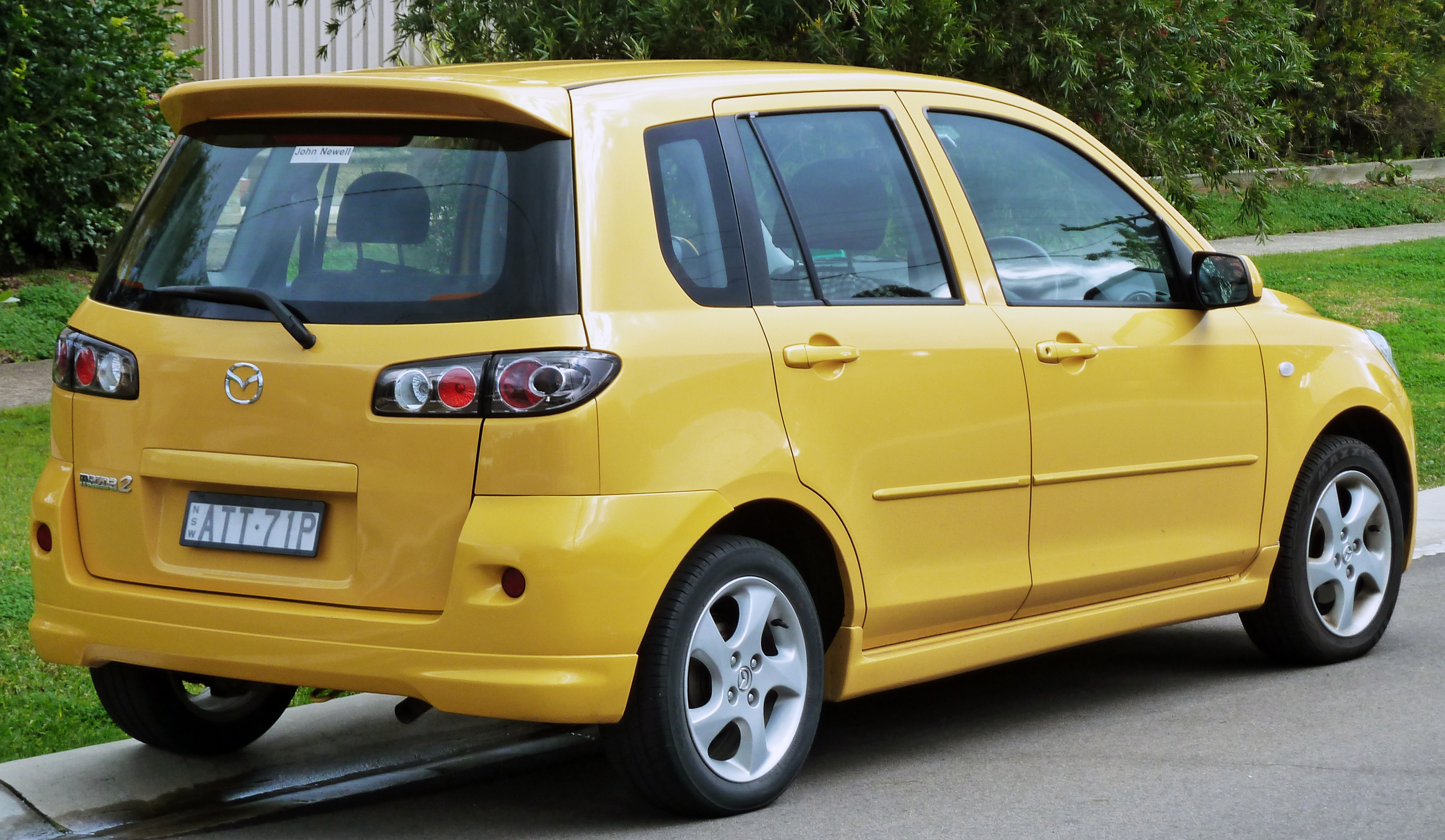
마쓰다2 겐키 (페이스리프트)

### 안전
틀:Euro NCAP

## 2세대 (DE/DH; 2007)
2세대 마쓰다2는 2007 제네바 모터쇼에서, 그리고 나중에 2007년 상하이 국제 모터쇼에서 공개되었다. 이 차량은 6세대 포드 피에스타와 유사한 플랫폼을 기반으로 제작되었다. 경량 소재를 사용하고 차량의 전체적인 크기를 줄였다. 이 세대는 이전 모델이 채택했던 높은 루프 스타일링을 버리고 보다 전통적인 해치백 외관을 선택했다. 2세대 마쓰다2 (또는 3세대 데미오)의 수석 디자이너는 마에다 이쿠오였으며, 그는 2009년 마쓰다 디자인 책임자로 승진했다.
일본 내수 시장의 경우, 생산 차량 판매는 2007년 7월 5일 마쓰다, 마쓰다 앙피니 및 오토잠 딜러에서 시작되었다. 일본에서의 생산량은 2008년 1월 말에 10만 대에 도달했다.
유럽 시장용 3도어 모델은 2008년 2008 제네바 모터쇼에서 출시되었다. 엔진 옵션에는 MZR 1.3리터 및 1.5리터 가솔린, MZ-CD 1.4리터 커먼레일 터보 디젤이 포함된다. 네덜란드와 같은 일부 유럽 국가에서는 공장에서 가솔린 차량을 LPG 바이퓨얼 버전으로 구입할 수 있는 옵션이 있었다.
5도어 해치백 차체 스타일의 중국형 마쓰다2는 2007년 광저우 모터쇼에서 출시되었다. 마쓰다2의 중국형 4도어 세단 모델은 같은 행사에서 공개되었으며, 2008년 1월에 판매가 시작되었다.
세단 차체 스타일은 태국과 중국에서 제조되었으며 동남아시아, 오세아니아, 남아메리카 및 카리브해 지역에서만 판매되었다.
2010년 8월, 유럽, 호주, 일본에서 40만 대가 판매되었다고 보도되었다.

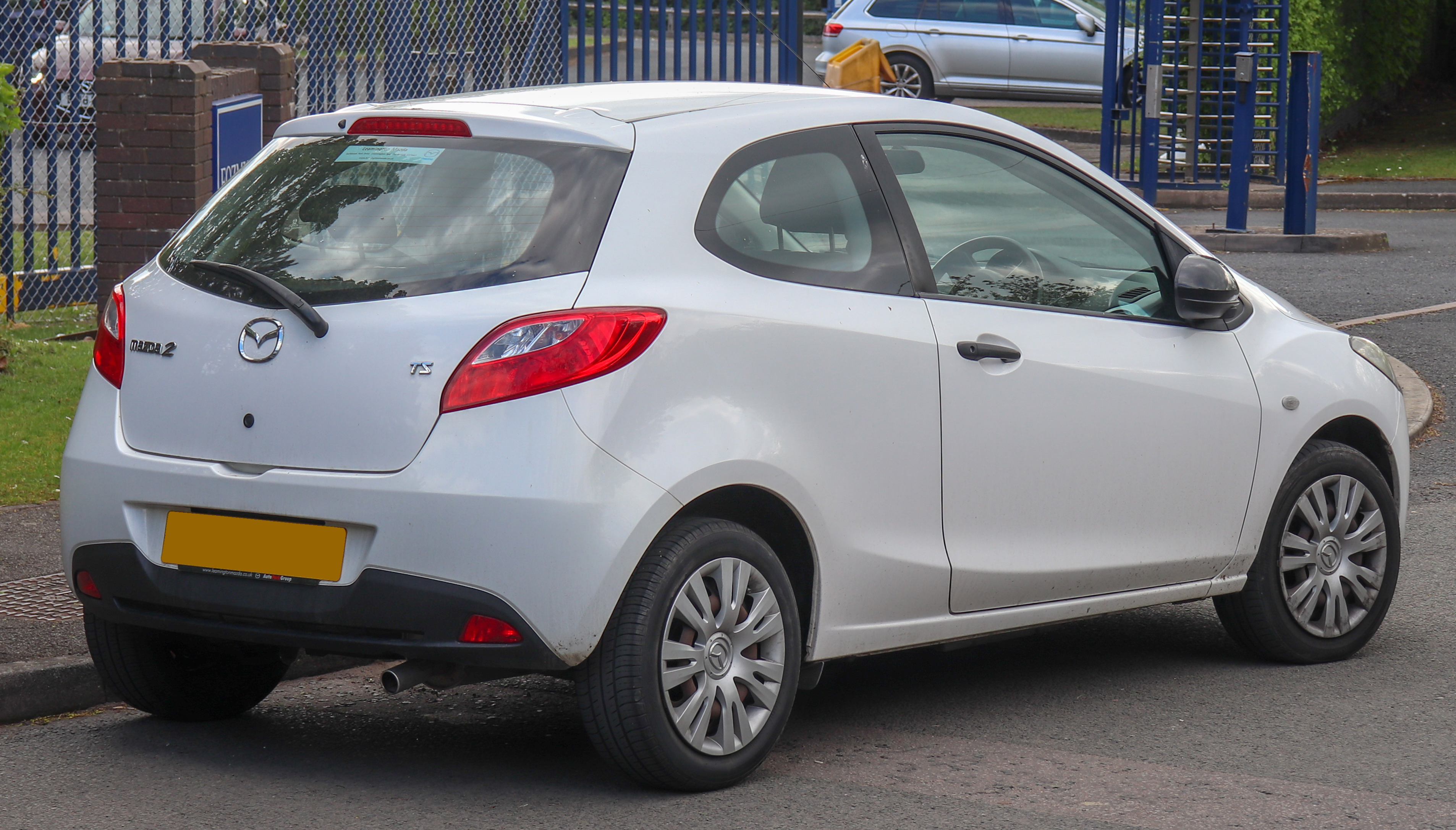
3도어 해치백
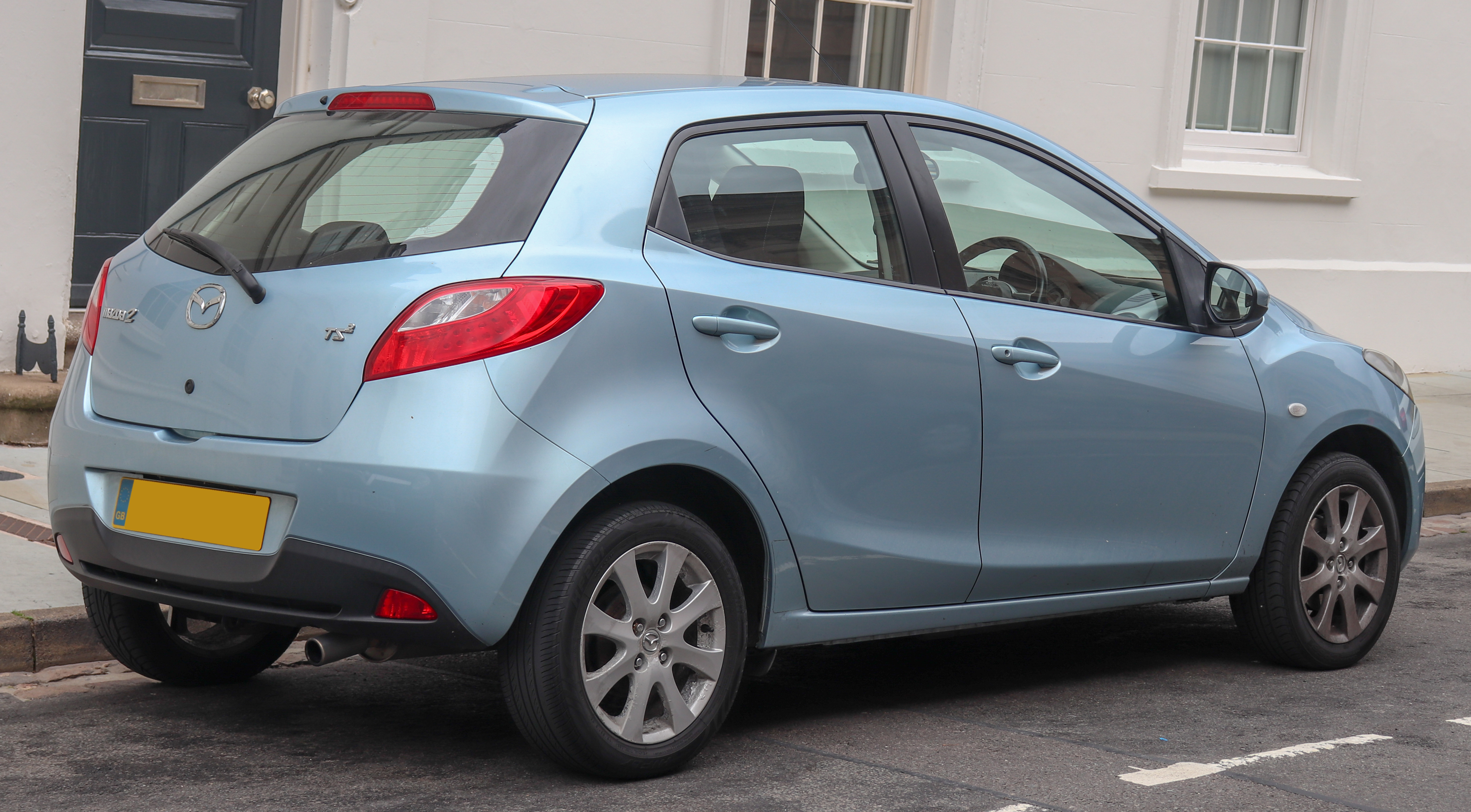
5도어 해치백
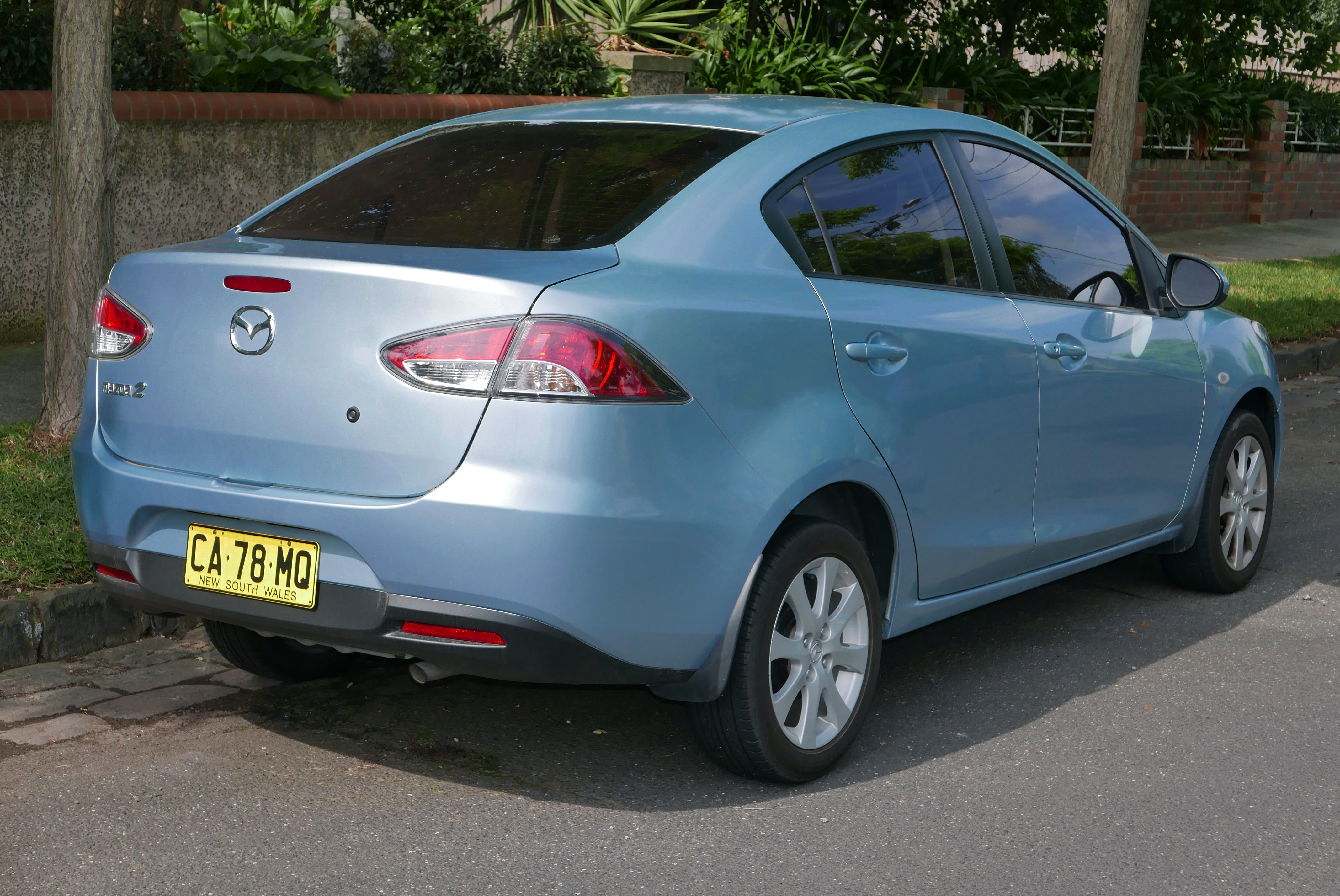
세단
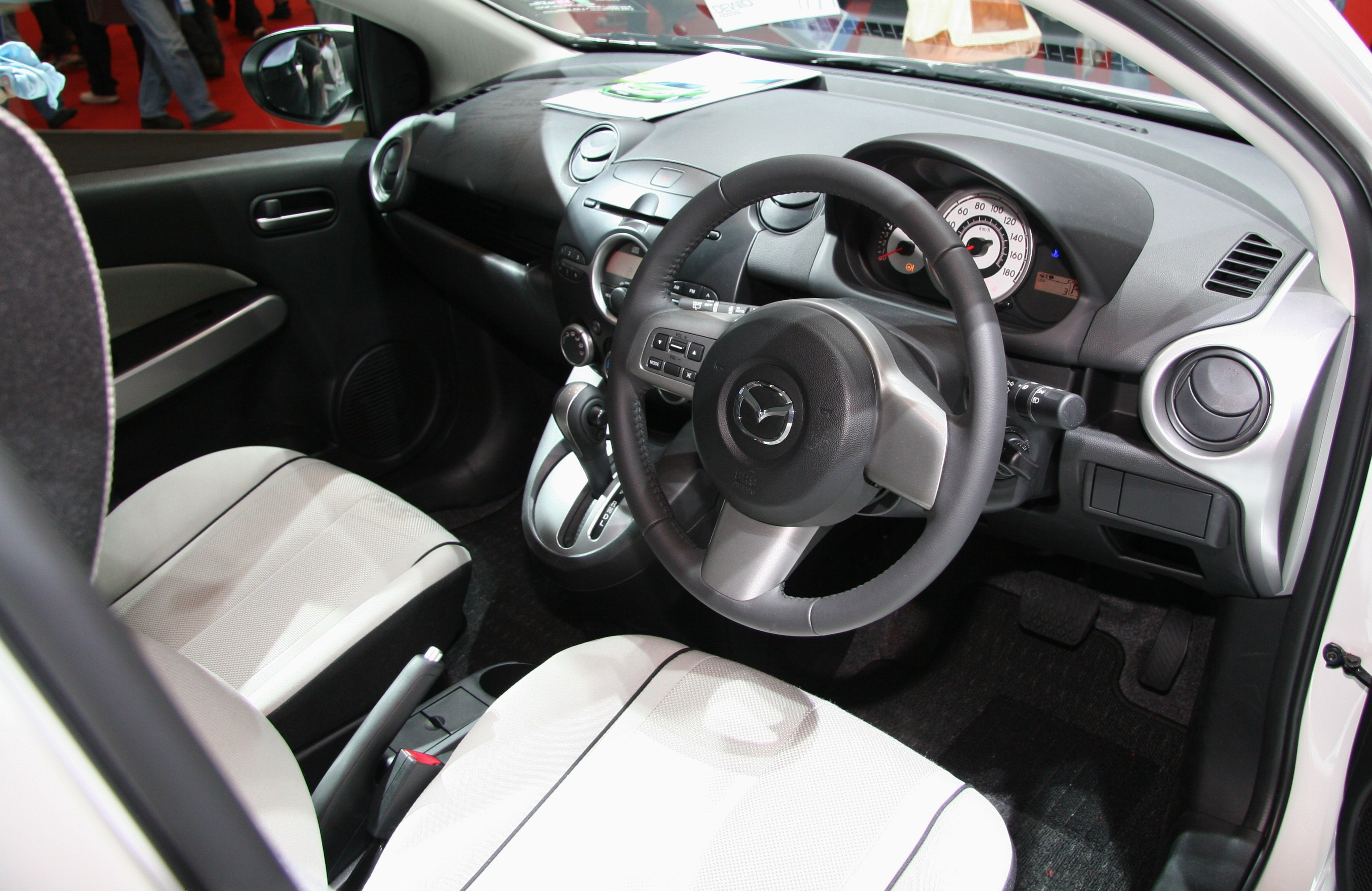
실내

### 파워트레인
변속기 옵션에는 5단 수동변속기, 4단 자동변속기, CVT (일본과 홍콩에서만 사용 가능) 또는 7단계 시뮬레이션 기어비와 패들 시프터를 갖춘 스포츠 모드 CVT (일본에서만 사용 가능)가 포함된다.
| 모델                  | 연도        | 엔진 유형                            | rpm당 출력                       | rpm당 토크                    |
| 가솔린 엔진           | 가솔린 엔진 | 가솔린 엔진                          | 가솔린 엔진                      | 가솔린 엔진                   |
| --------------------- | ----------- | ------------------------------------ | -------------------------------- | ----------------------------- |
| 1.3 L MZR (ZJ-VE)     | 2007–2014   | 1,349 cc (82.3 cu in) I4 (ZJ-VE)     | 87 PS (64 kW; 86 hp) (6000rpm)   | 124 N·m (91 lb·ft) (3500rpm)  |
| 1.3 L MZR (저출력)    | 2007–2014   | 1,349 cc (82.3 cu in) I4 (ZJ-VE MZR) | 75 PS (55 kW; 74 hp) (6000rpm)   | 121 N·m (89 lb·ft) (3500rpm)  |
| 1.3 L MZR             | 2007–2014   | 1,349 cc (82.3 cu in) I4 (ZJ-VE MZR) | 86 PS (63 kW; 85 hp) (6000rpm)   | 122 N·m (90 lb·ft) (3500rpm)  |
| 1.3 L (밀러 사이클)   | 2007–2014   | 1,349 cc (82.3 cu in) I4 (ZJ-VEM)    | 90 PS (66 kW; 89 hp) (6000rpm)   | 120 N·m (89 lb·ft) (4000rpm)  |
| 1.5 L MZR (ZY-VE)     | 2007–2014   | 1,498 cc (91.4 cu in) I4 (ZY-VE)     | 103 PS (76 kW; 102 hp) (6000rpm) | 140 N·m (103 lb·ft) (4000rpm) |
| 1.5 L MZR             | 2007–2014   | 1,498 cc (91.4 cu in) I4 (ZY-VE MZR) | 102 PS (75 kW; 101 hp) (6000rpm) | 137 N·m (101 lb·ft) (4500rpm) |
| 1.5 L MZR (북미 사양) | 2011–2014   | 1,498 cc (91.4 cu in) I4 (ZY-VE MZR) | 101 PS (74 kW; 100 hp) (6000rpm) | 133 N·m (98 lb·ft) (4000rpm)  |
| 디젤 엔진             |             |                                      |                                  |                               |
| 1.4 L MZ-CD           | 2007–2014   | 1,399 cc (85.4 cu in) I4 터보 (Y4)   | 68 PS (50 kW; 67 hp) (4000rpm)   | 160 N·m (118 lb·ft) (2000rpm) |
| 1.6 L MZ-CD           | 2009–2014   | 1,560 cc (95.2 cu in) I4 터보 (Y6)   | 90 PS (66 kW; 89 hp) (4000rpm)   | 212 N·m (156 lb·ft) (1750rpm) |

### 안전
마쓰다2는 정면 충돌에서 미국고속도로안전보험협회로부터 "양호" 등급을, 측면 충돌에서 "허용" 등급을, 루프 강도에서 "양호" 등급을, 후방 충돌 보호에서 "허용" 등급을 받았다.틀:Euro NCAP

### 생산
차량은 히로시마의 우지나 제1공장 (U1)에서 생산되었으며, 2007년 6월부터 우지나 제2공장 (U2)에서 마쓰다2가 추가 생산되었다. 추가 차량은 일본 호후에서 생산되었다.
중국 모델은 2007년 10월 말 창안 포드 마쓰다의 난징 공장에서 생산되었다.
아시아 태평양 지역 모델은 2009년부터 오토얼라이언스 태국에서 생산되었다. 베트남에서의 마쓰다2 현지 조립은 2011년 10월 비나 마쓰다 자동차 제조 소유의 누이탄 꽝남 공장에서 시작되었다.

### 2010년 페이스리프트
페이스리프트된 마쓰다2 해치백은 2009년 10월 태국에서 처음 공개되었으며, 2009년 11월 태국과 인도네시아에서 출시되었다. 마쓰다2는 2010년 4월 5일 말레이시아에서 세단 및 해치백 차체 스타일로 출시되었으며, V 및 R 등급으로 제공된다. 1.5리터 MZR 엔진과 4단 자동변속기가 장착되어 있다.
호주에서는 2010년 5월에 페이스리프트된 해치백과 함께 세단이 출시되었으며, 세단 버전은 단일 'Maxx' 등급으로 제공되었다. 2011년 2월, 마쓰다 오스트레일리아는 일본 생산으로 돌아왔고, 이로 인해 세단은 판매 시작 9개월 만에 단종되었다.
페이스리프트는 2010년 말부터 2011년 모델을 위해 유럽에 출시되었다.

#### 북미
북미 버전 마쓰다2는 2009 LA 오토쇼에서, 그리고 나중에 2010년 캐나다 국제 오토쇼에서 데뷔했다. 마쓰다2는 2010년 7월에 1.5리터, 100마력 4기통 엔진과 5단 수동 또는 4단 자동 변속기로 출시되었다. 마쓰다는 2014년 모델 이후 미국에서 마쓰다2를 단종했다.

#### 2011년 업데이트 (일본 모델)
업데이트된 모델에는 프리미엄 시트 실내 장식, 검은색 미터 패널, 은색 계기판 장식, 버건디 레드 마이카를 포함한 확장된 외장 색상, 표준 트립 컴퓨터가 포함된다. 15C (CVT 장착), 13C-V, 13C (4단 전자 제어 자동 변속기 장착) 모델에는 마쓰다의 에코 램프가 포함된다. 스포츠, 15C, 13C-V, 13C (e-4WD 장착) 모델 등급에는 2열 중앙 좌석에 새로운 3점식 안전벨트와 헤드레스트가 표준 장비로 포함된다. SPORT 모델에는 16인치 알로이 휠이 포함된다.
13-Skyactiv 모델에는 최초의 스카이액티브 엔진인 83마력 (62kW) 및 83 lb·ft (113 N·m) 토크의 1.3리터 엔진, i-DM(intelligent-Drive Master), CVT 변속기, 14인치 알로이 휠, 아쿠아틱 블루 마이카 외장 색상 옵션, 브레이크 어시스트가 있는 다이내믹 스태빌리티 컨트롤, 트랙션 컨트롤이 포함된다.
신형 모델의 사전 주문은 2011년 6월 9일에 시작되었으며, 신형 모델 판매는 2011년 6월 30일에 시작되었다.
데미오 13-Skyactiv는 2012년 일본 올해의 차 후보에 올랐다.

#### 데미오 EV (2012)
데미오 EV는 일본 시장을 위한 한정 생산 (100대 리스) 전기차이다. 346볼트 20kWh 리튬 이온 전지를 탑재하여 200 km (124 mi)의 주행 거리를 제공한다. 리스는 2012년 10월에 시작되었다.

##### EV용 프로토타입 레인지 익스텐더 (2013)
레인지 익스텐더 시험 차량은 0.33리터 로터리 엔진, 리튬 이온 전지, 앞바퀴를 구동하는 75 kW 전기 모터, 10리터 연료 탱크를 장착한 마쓰다2 프로토타입 전기차 버전이었다. 이는 데미오 EV의 주행 거리를 두 배로 늘려, 연료 탱크와 엔진이 전기 모터보다 더 많은 주행 거리를 제공하지 않아야 하는 일본의 요구 사항을 충족시킬 수 있다. 1,280 kg (2,820 lb) 차량에는 200 kg (440 lb), 20 kWh 리튬 이온 전지 팩이 장착되어 있으며, 75 kW (102 PS; 101 hp) / 150 N·m (15 kg·m; 110 lb·ft) 전기 모터에 전력을 공급한다. 프로토타입 레인지 익스텐더에는 28 kW (38 PS; 38 hp) 로터리 엔진 발전기가 통합되어 있으며, 100 kg (220 lb)의 경량화된 소형 단일 로터 반켈 엔진이 330 cc (20 cu in)의 배기량을 가지고 차량 후방에 옆으로 장착되어 있다. 가솔린, 부탄, 프로판으로 채울 수 있는 10 L (2.2 영국 gal; 2.6 미국 gal) 연료 탱크는 EV 주행 거리를 거의 두 배인 380 킬로미터 (236.1 mi)까지 늘릴 수 있다고 주장되었다.

## 3세대 (DJ/DL; 2014)
2014년 7월, 마쓰다는 3세대 마쓰다2 해치백을 공개했다. 이 디자인은 이전에 2014 제네바 모터쇼에서 공개된 마쓰다 하즈미 컨셉트 모델에 의해 미리 보여졌다. 수석 디자이너 야나기사와 료의 주도하에 설계된 이 차량은 브랜드가 만든 "혼동" 디자인 철학을 채택했으며, 스카이액티브 브랜드의 엔진, 변속기, 차체, 섀시를 CX-5에서 느슨하게 파생시켜 제작되었다. 이 모델은 더 긴 길이와 더 넓은 전방 및 후방 트랙을 특징으로 하지만, 뒷좌석 승객을 위한 실내 공간이 줄어들고 앞좌석 머리와 다리 공간이 줄어든다.
같은 달 마쓰다의 호후 공장에서 생산이 시작되었다. 일본에서의 판매는 2014년 9월에 시작되었다. 세단 버전은 2014년 11월 태국 국제 모터 엑스포에서 데뷔했다. 특별 에디션에는 SE 에어컨 모델에 가죽을 추가한 타무라가 포함되었다.
다양한 북미 및 남미 시장을 위한 마쓰다2 생산은 2014년 10월 살라망카, 과나후아토에 새로 건설된 마쓰다 데 멕시코 차량 운용 (MMVO) 공장에서 시작되었다. 북미에서 생산되었음에도 불구하고 마쓰다는 캐나다나 미국 (푸에르토리코 제외)에서는 이 차량을 판매하지 않았다. 대신, 마쓰다2는 2016년부터 2020년까지 토요타 자동차 북미 법인에서 처음에는 사이언 iA로, 나중에는 토요타 야리스 iA로, 그리고 단순히 토요타 야리스로 판매되었다.
2014년 10월, 데미오는 일본 올해의 차 위원회로부터 2014~2015년 "올해의 차" 상을 수상했다.

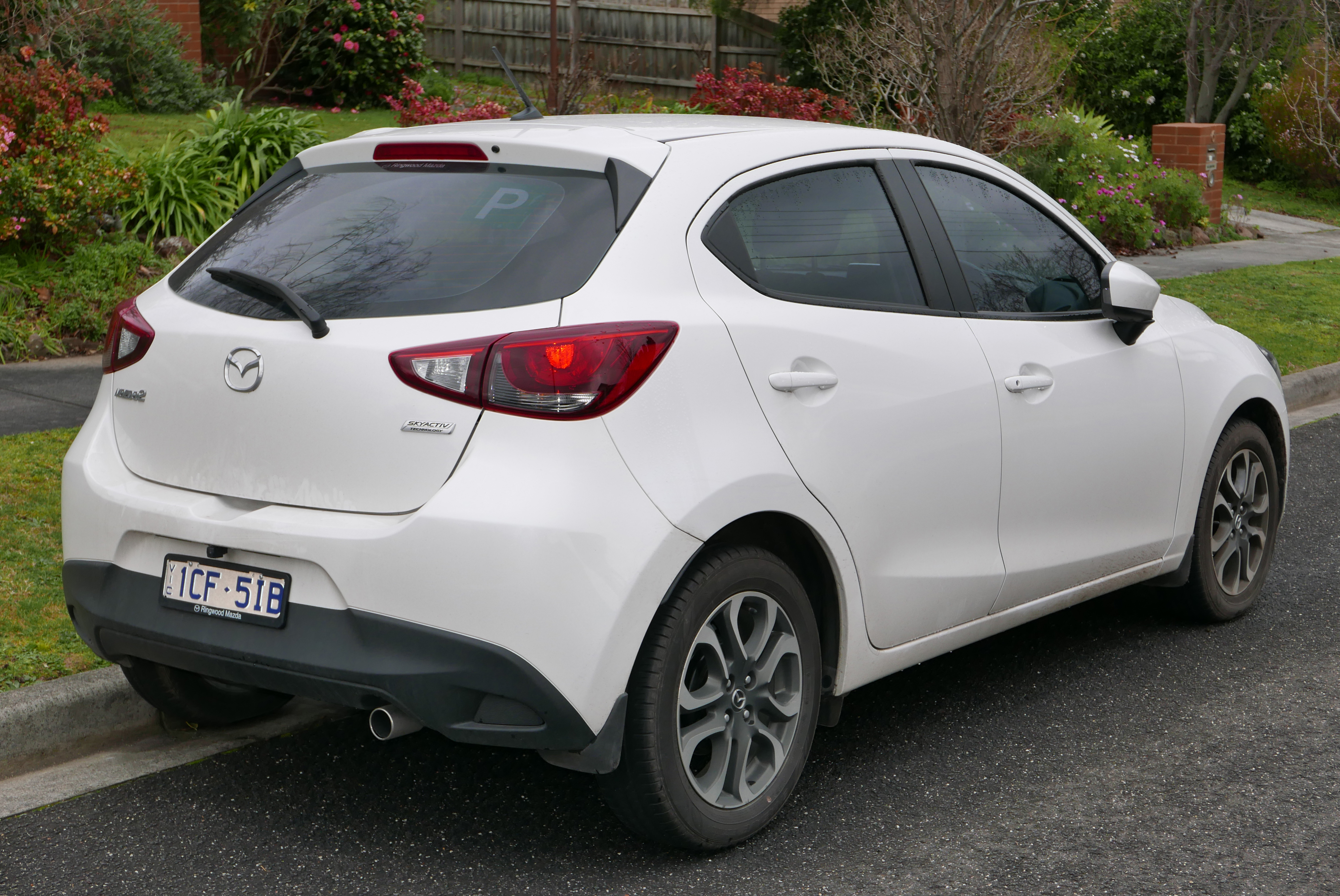
해치백 (DJ; 페이스리프트 이전)
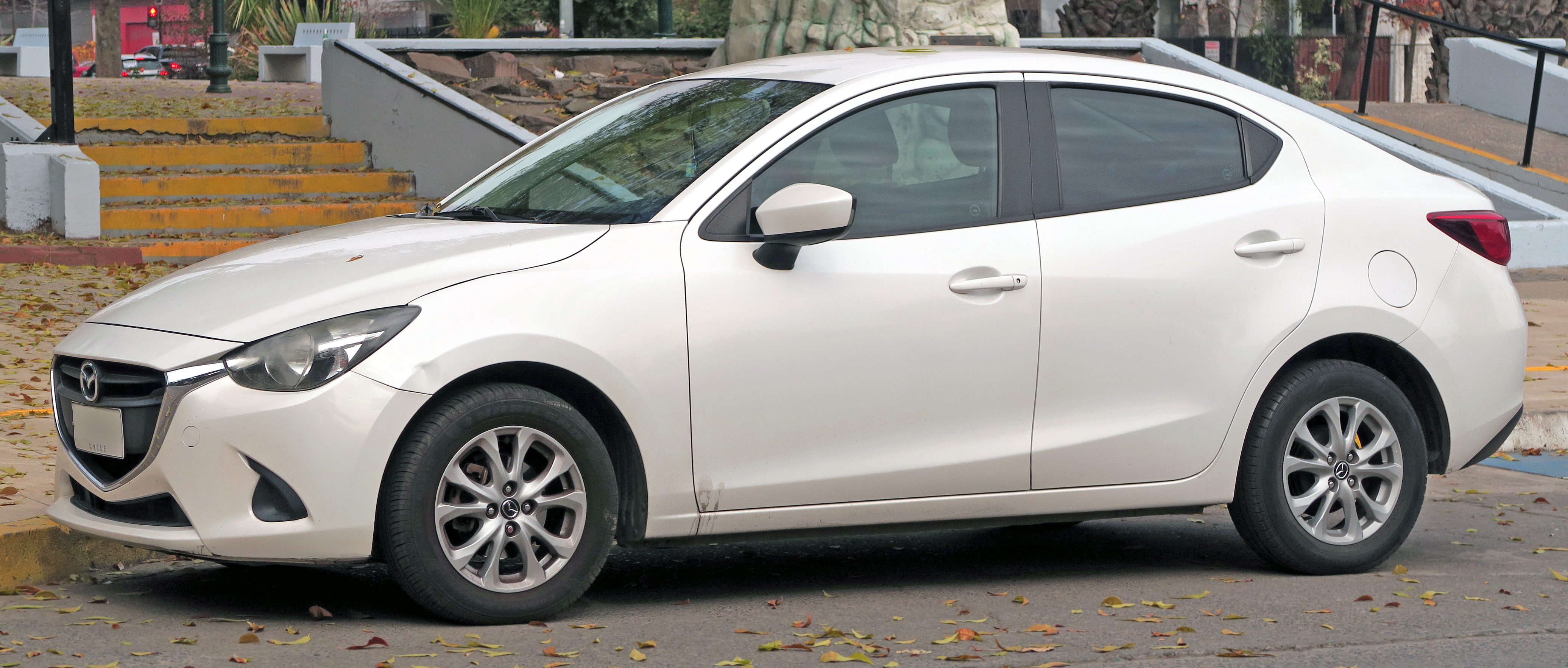
세단 (DL; 페이스리프트 이전)
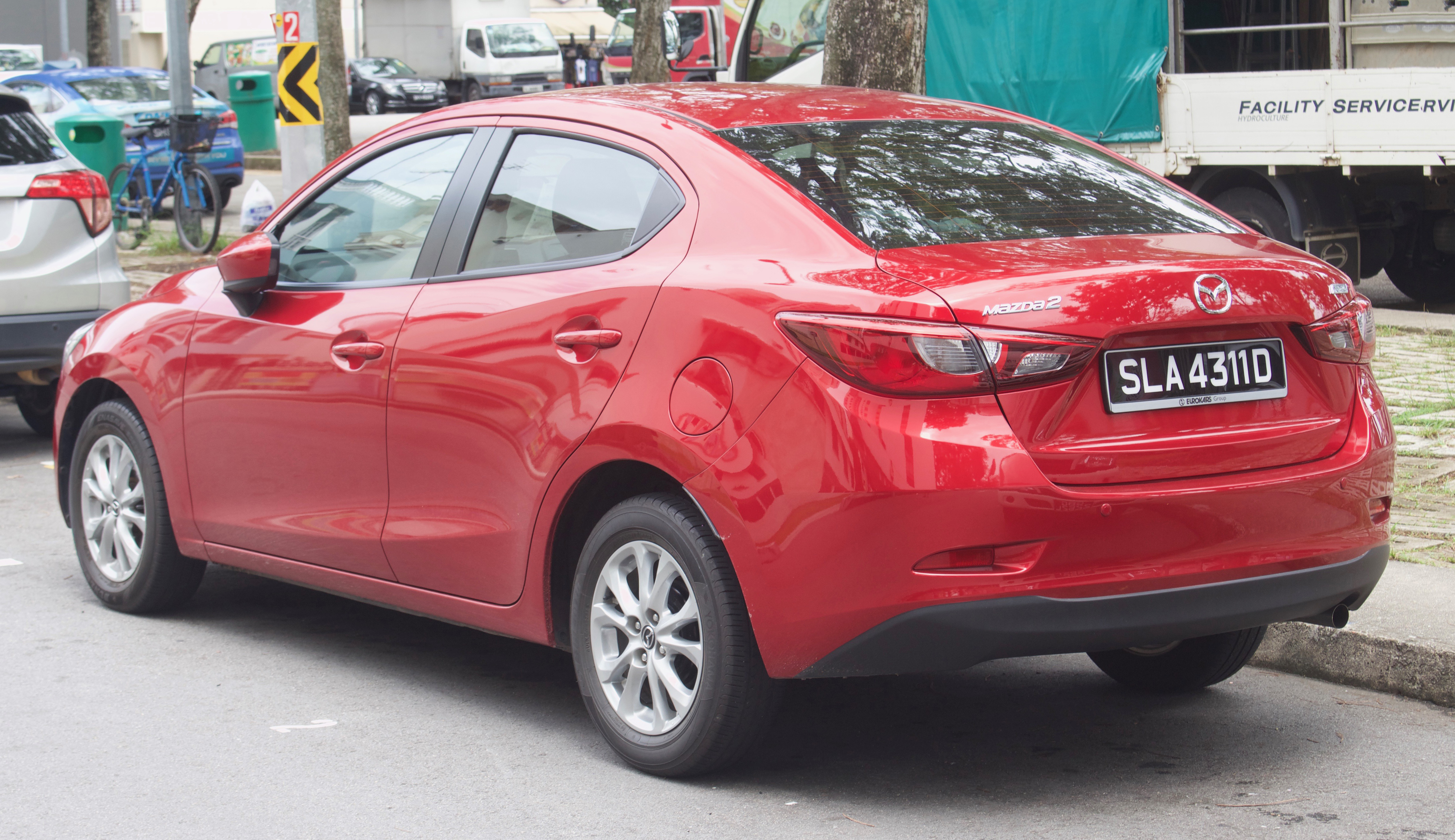
세단 (DL; 페이스리프트 이전)
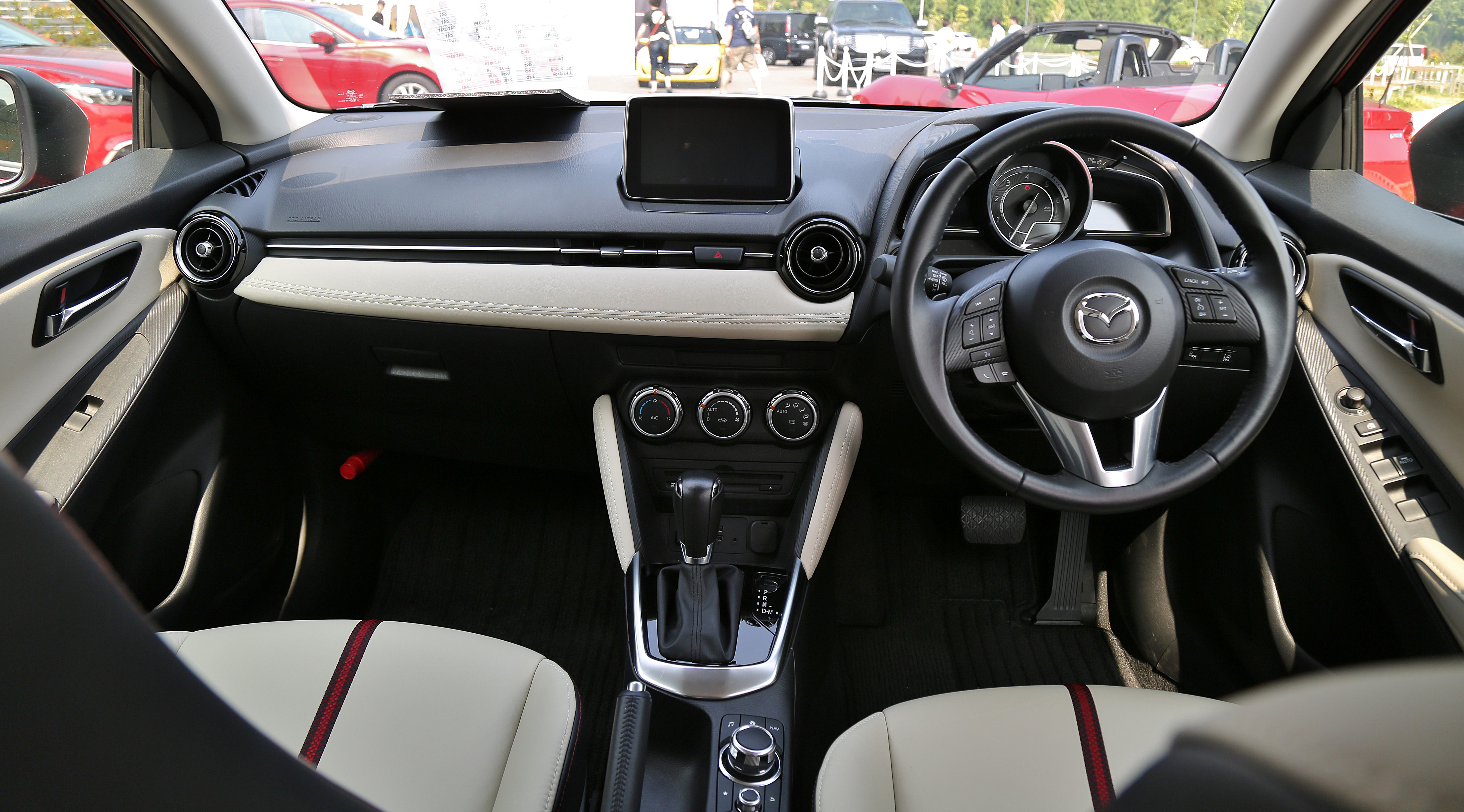
실내 (2014~2017)

### 2019년 페이스리프트
3세대 모델은 2019년에 페이스리프트를 거쳐 다양한 외관 변경, 실내 트림 변경, 승차감 개선을 위한 서스펜션 튜닝, 엔진 감속 에너지 회수 시스템 개선, 어댑티브 헤드라이트, 표준 G-벡터링 컨트롤 플러스가 적용되었다. 페이스리프트 모델과 함께 일본 내수 시장용 데미오 이름은 2019년 9월에 마쓰다2라는 이름으로 변경되었다.
페이스리프트 모델은 2019년 10월부터 2020년 모델로 멕시코에서 판매되기 시작했다. i, i 투어링, 자동 변속기가 장착된 i 그랜드 투어링의 세 가지 버전으로 출시된다.

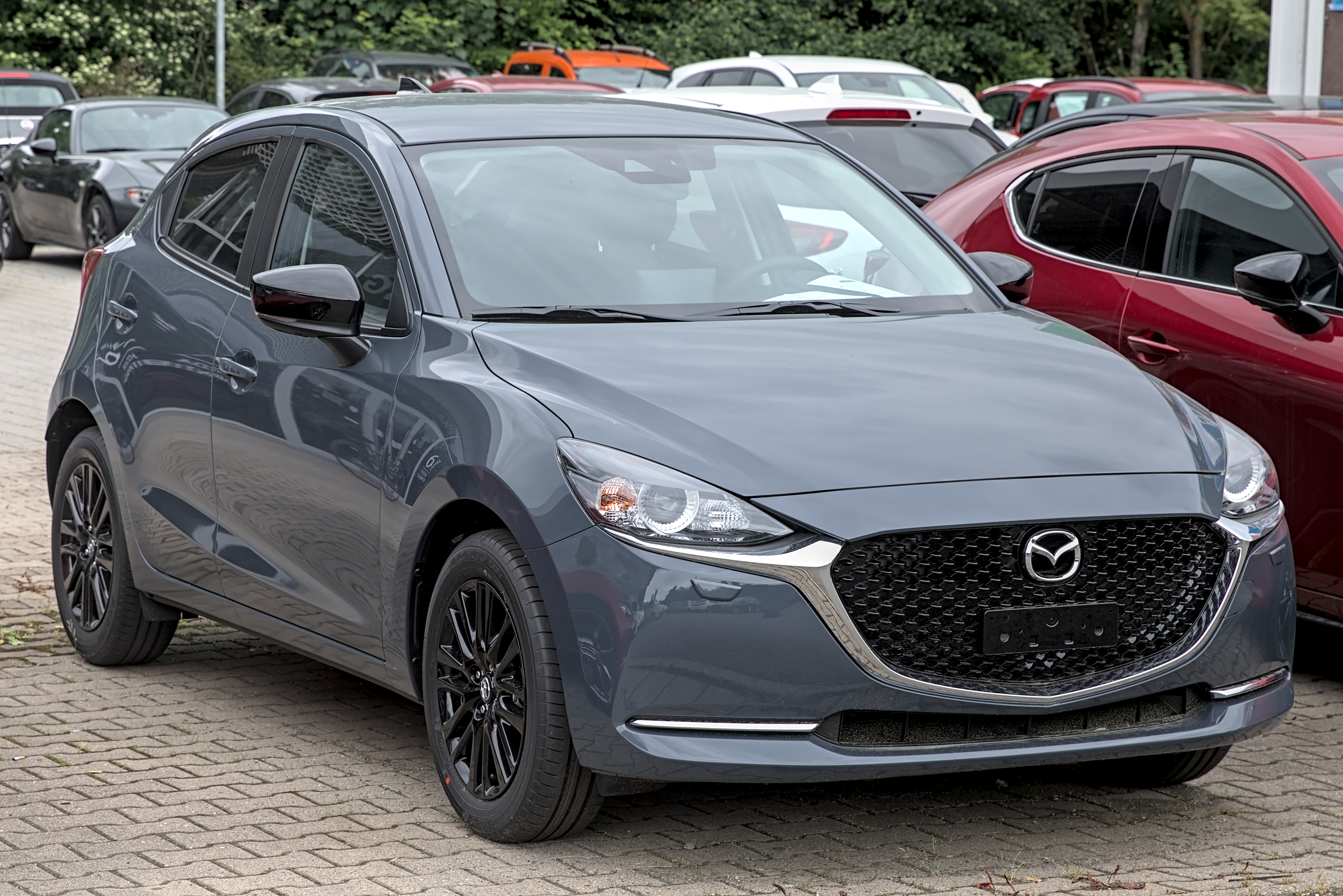
해치백 (1차 페이스리프트)
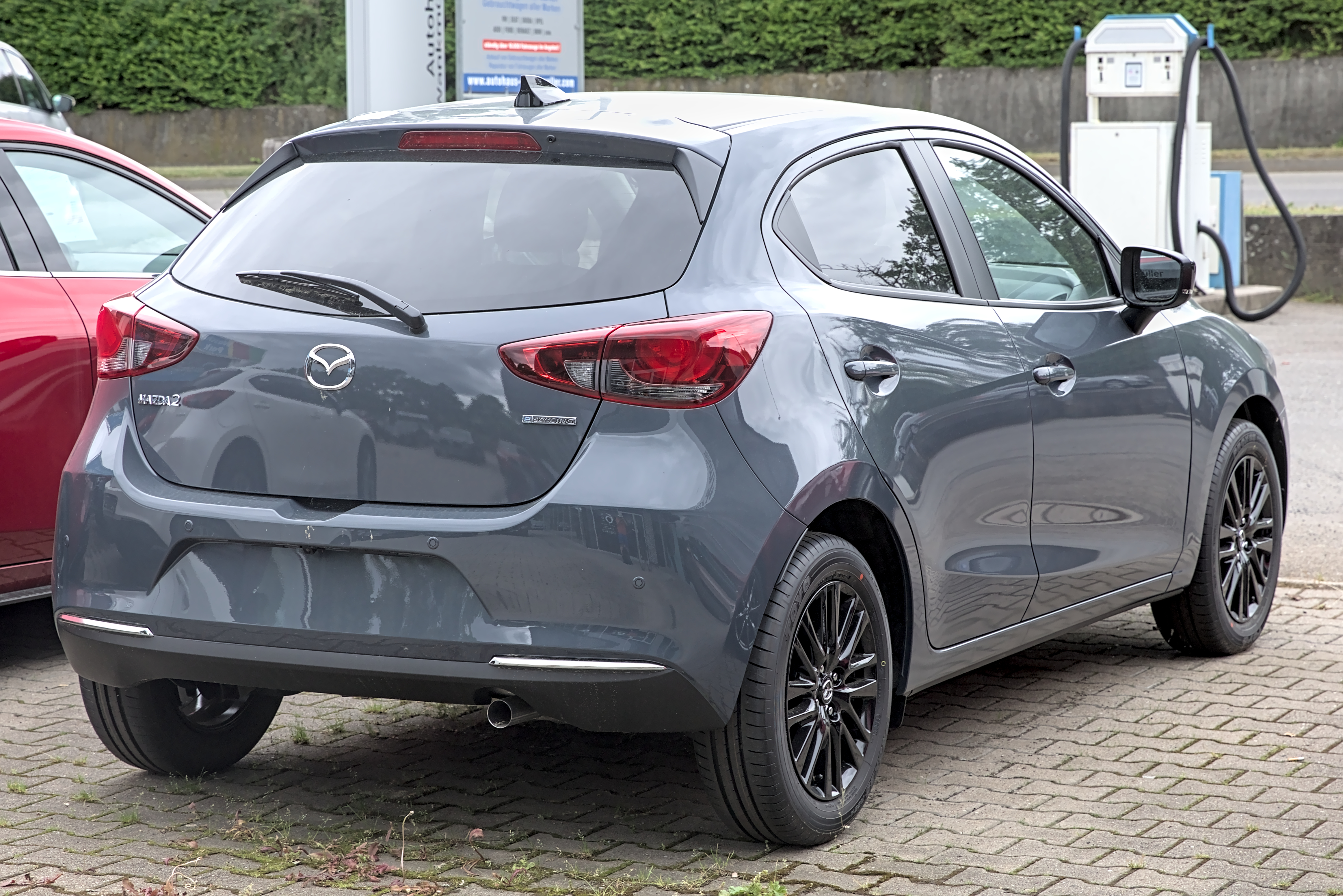
해치백 (1차 페이스리프트)

### 2023년 페이스리프트
마쓰다2는 2023년 1월 27일에 2차 페이스리프트를 받았다. 변경 사항에는 검은색 또는 차체 색상 인서트, 더 커진 마쓰다 로고, 재설계된 전면 및 해치백과 GT 세단의 재설계된 후면 범퍼가 포함되었다. 트림 선택에 따라 노란색 또는 빨간색 그릴을 사용할 수 있다.
에어로 그레이 메탈릭과 에어스트림 블루 메탈릭을 포함한 새로운 색상이 모두 제공된다. 이볼브와 GT 트림에는 검은색 실내와 빨간색 스티칭이 추가되었는데, 이는 원래 퓨어 SP 트림 레벨에서만 제공되었다.
또한, 새로운 시트 디자인과 새로운 키 fob이 도입되었다. 자동 접이식 사이드 미러, LED 헤드라이트용 황혼 감지 기능, 레인 센싱 와이퍼가 표준이다. 마쓰다는 새로운 2가 CO2 배출량을 개선했다고 주장한다.
호주에서 업데이트된 2는 2023년 6월에 판매를 시작했다. 인도는 7월에 시작되었다.
2025년 2월, 영국에서 가솔린 동력 마쓰다2가 단종되었으며, 토요타 야리스 기반의 마쓰다2 하이브리드가 그 후속 모델이 되었다.

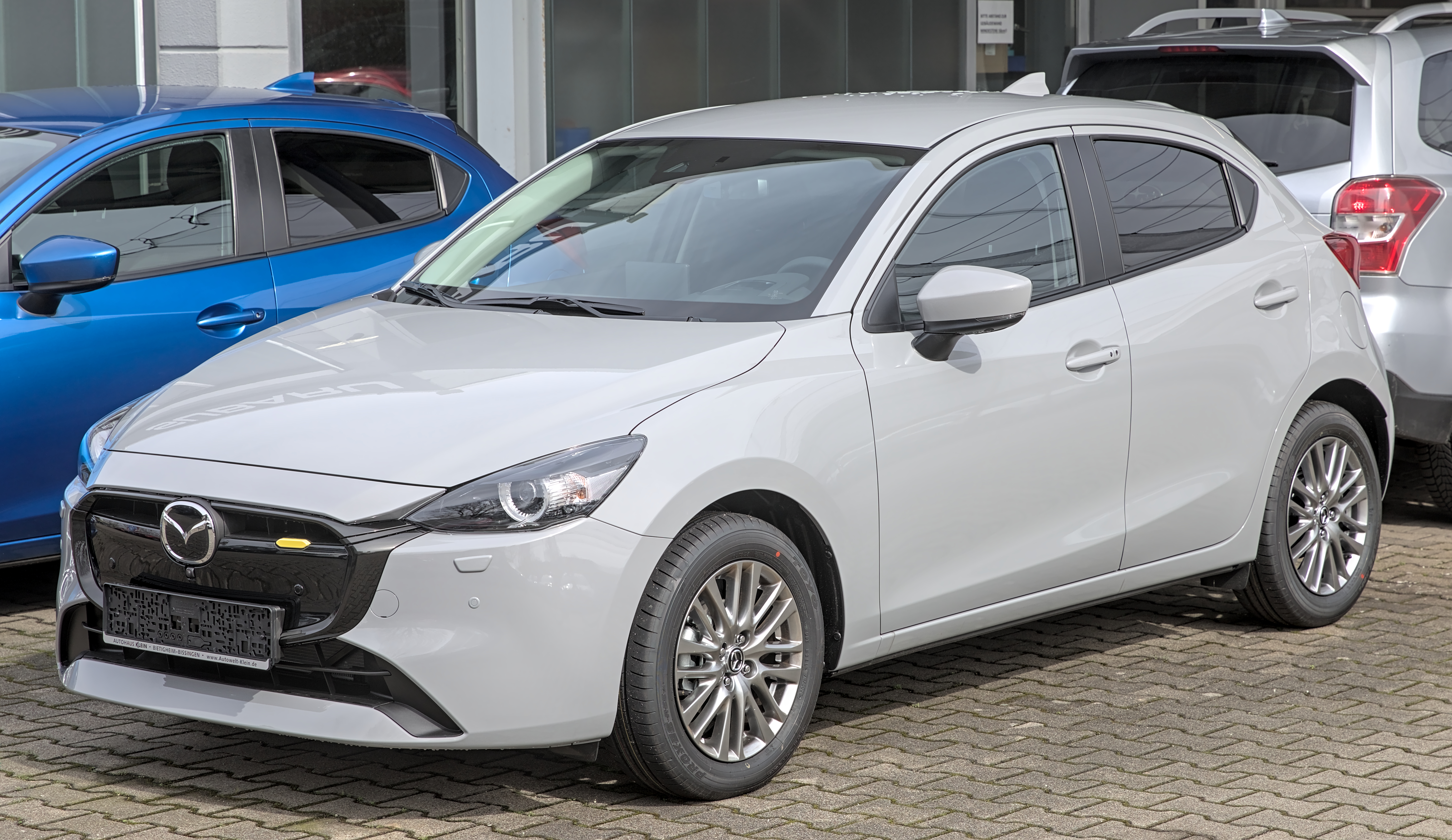
해치백 (2차 페이스리프트)
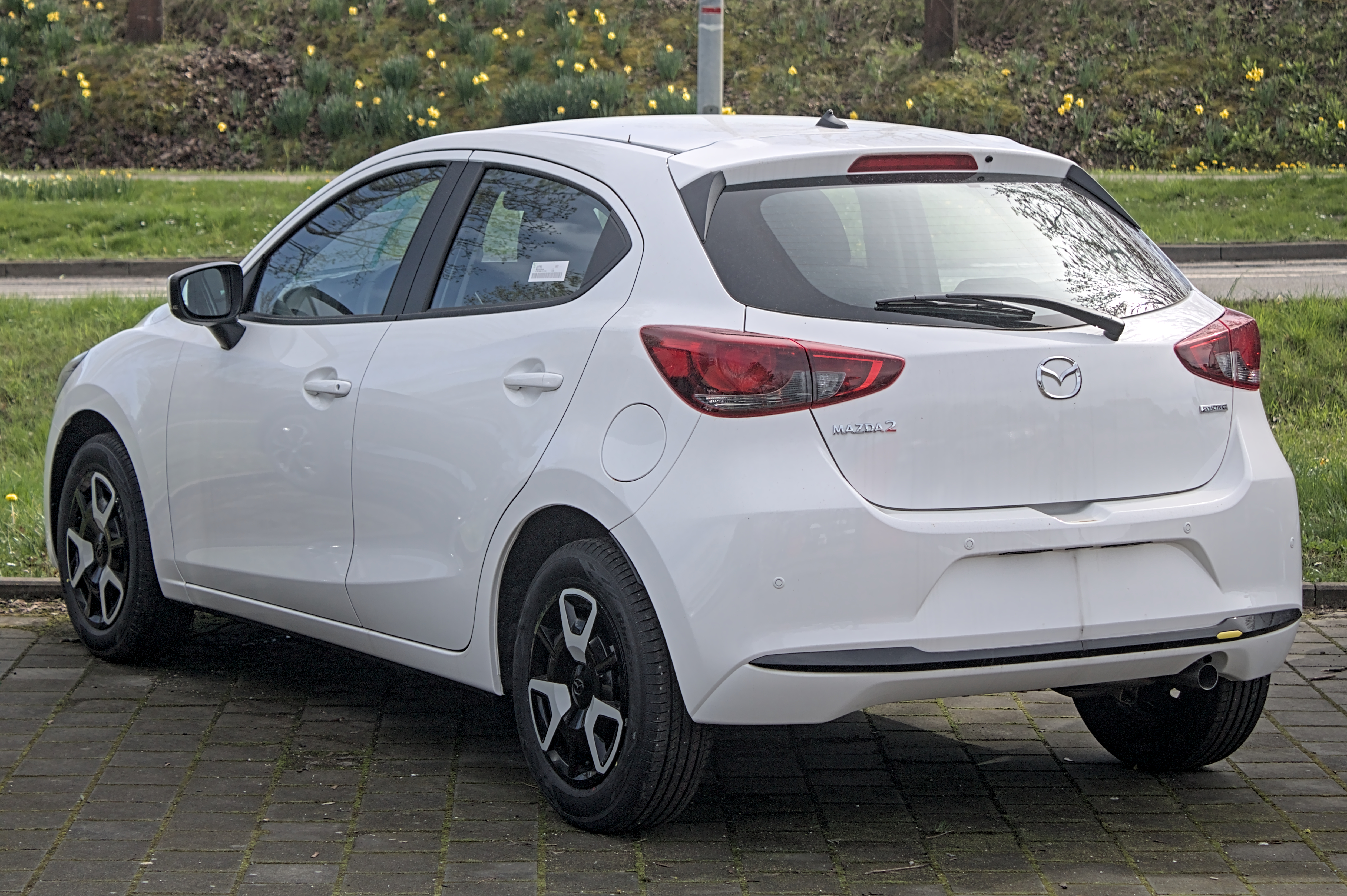
해치백 (2차 페이스리프트)

### 엔진 및 변속기
마쓰다2는 마쓰다의 스카이액티브-드라이브 6단 자동 및 스카이액티브-MT 5단 및 6단 수동 변속기를 사용하며, 스톱-스타트 기술 ("i-STOP"는 차량 정지 시 엔진을 끈다)과 브레이크 에너지 회수 시스템 ("i-ELOOP"는 제동을 사용하여 모든 차량 전자를 위한 축전기를 충전한다)을 사용한다.
마쓰다2는 초기에는 1.5리터 가솔린 엔진과 1.5리터 디젤 엔진을 제공했다. Skyactiv-D, 1.5리터 디젤 엔진은 2014 제네바 모터쇼에서 데뷔했다. 가솔린 엔진은 74마력, 89마력 또는 113마력으로 제공되며, 디젤 엔진은 104마력을 생산한다. 디젤 엔진은 2019년에 유럽에서 단종되었고, 2020년부터 추가 1.5리터 마일드 하이브리드 가솔린 엔진이 제공되었다. 후자는 6단 수동 변속기만 사용할 수 있다.
2024년 2월, 마쓰다는 콜롬비아에서 마쓰다2 그랜드 투어링 LX 카본 에디션 해치백을 출시했으며, 이 차량은 2.0리터 가솔린 엔진으로 구동되며 140 PS (103 kW; 138 hp)의 출력과 186 N·m (137 lb·ft)의 토크를 생산한다.
| 모델                  | 엔진 유형                                             | 연도        | rpm당 출력                                  | rpm당 토크                         |
| 가솔린 엔진           | 가솔린 엔진                                           | 가솔린 엔진 | 가솔린 엔진                                 |                                    |
| --------------------- | ----------------------------------------------------- | ----------- | ------------------------------------------- | ---------------------------------- |
| 1.3 L Skyactiv-G      | 1,298 cc (79.2 cu in) I4 (P3-VPS)                     | 2014–       | 93 PS (68 kW; 92 hp) (5800rpm)              | 123 N·m (91 lb·ft) (4000rpm)       |
| 1.5 L Skyactiv-G      | 1,496 cc (91.3 cu in) I4 (P5-VPS)                     | 2015–2020   | 75 PS (55 kW; 74 hp) (6000rpm)              | 135 N·m (100 lb·ft) (3800rpm)      |
| 1.5 L Skyactiv-G      | 1,496 cc (91.3 cu in) I4 (P5-VPS)                     | 2015–2020   | 90 PS (66 kW; 89 hp) (6000rpm)              | 148 N·m (109 lb·ft) (4000rpm)      |
| 1.5 L Skyactiv-G      | 1,496 cc (91.3 cu in) I4 (P5-VPS)                     | 2015–2020   | 111 PS (82 kW; 109 hp) (6000rpm)            | 148 N·m (109 lb·ft) (4000rpm)      |
| 1.5 L Skyactiv-G      | 1,496 cc (91.3 cu in) I4 (P5-VPS)                     | 2014–       | 110 PS (81 kW; 108 hp) (6000rpm)            | 141 N·m (104 lb·ft) (4000rpm)      |
| 1.5 L Skyactiv-G      | 1,496 cc (91.3 cu in) I4 (P5-VPS)                     | 2014–       | 115 PS (85 kW; 113 hp) (6000rpm)            | 148 N·m (109 lb·ft) (4000rpm)      |
| 1.5 L Skyactiv-G      | 1,496 cc (91.3 cu in) I4 (P5-VPS)                     | 2020–       | 75 PS (55 kW; 74 hp) (6000rpm)              | 143 N·m (105 lb·ft) (3500rpm)      |
| 1.5 L Skyactiv-G      | 1,496 cc (91.3 cu in) I4 (P5-VPS)                     | 2020–       | 90 PS (66 kW; 89 hp) (6000rpm)              | 151 N·m (111 lb·ft) (3500rpm)      |
| 2.0 L Skyactiv-G      | 1,998 cc (121.9 cu in) I4 (PE-VPS)                    | 2024–       | 141 PS (141 PS; 104 kW; 139 hp)%s (6000rpm) | 186 N·m (137 lb·ft) (2800rpm)      |
| 디젤 엔진             |                                                       |             |                                             |                                    |
| 1.5 L Skyactiv-D      | 1,499 cc (91.5 cu in) I4 터보 (S5-DPTS)               | 2014–       | 105 PS (77 kW; 104 hp) (4000rpm)            | 250 N·m (184 lb·ft) (1500–2000rpm) |
| 하이브리드 엔진       |                                                       |             |                                             |                                    |
| 1.5 L Skyactiv-Hybrid | 1,496 cc (91.3 cu in) I4 하이브리드 (하이브리드 F-P5) | 2019–       | 90 PS (66 kW; 89 hp) (6000rpm)              | 151 N·m (111 lb·ft) (3500rpm)      |
| 1.5 L Skyactiv-Hybrid | 1,496 cc (91.3 cu in) I4 하이브리드 (하이브리드 F-P5) | 2019–       | 115 PS (85 kW; 113 hp) (6000rpm)            | 151 N·m (111 lb·ft) (3500rpm)      |

### 사이언 iA/토요타 야리스 iA/토요타 야리스 (북미)
마쓰다2는 멕시코 마쓰다 공장에서 북미에서 생산되었지만, 마쓰다는 캐나다나 미국 (푸에르토리코 제외)에서는 이 차량을 판매하지 않았다. 대신, 마쓰다2는 2015년에서 2020년 사이에 토요타 자동차 북미 법인에서 판매되었다. 리브랜딩된 마쓰다는 DA, DB 또는 DD로 시작하는 다른 모델 코드를 받았다.
캐나다에서는 모든 모델 연도에 야리스 세단으로 판매되었다. 멕시코에서는 야리스 R로 판매되었으며, 더 크고 저렴한 야리스 세단 (비오스의 변형, 나중에는 야리스 아티브)과 함께 판매되었다. 야리스 R은 세 가지 버전으로 판매되었다.
미국에서는 세단이 여러 이름으로 판매되었다. 초기 2016년 모델에서는 토요타의 청년 지향 사이언 브랜드로 사이언 iA로 판매되었으며, 이 브랜드에서 판매되는 유일한 4도어 세단이자 일본에서 생산되지 않은 유일한 모델이었다. 사이언 브랜드 단종 후, 이 차량은 2017년과 2018년 모델에서는 토요타 야리스 iA로 리브랜딩되었다. 2019년과 2020년 모델에서는 세단이 다시 토요타 야리스 세단으로 리브랜딩되었다.
처음 출시되었을 때, 모든 사이언 차량과 마찬가지로 iA는 단 하나의 트림 레벨 (모노스펙)만 있었고 구매자에게는 외장 색상과 6단 수동 또는 6단 자동변속기 선택만 제공되었다. 2019년 야리스 세단 리브랜딩과 함께 차량은 소폭의 페이스리프트를 받았으며, 다양한 실내 및 외장 옵션이 있는 L, LE, XLE 트림 레벨이 도입되었다.
마쓰다2의 해치백 변형은 초기에는 토요타에서 판매되지 않았으며, 대신 토요타 비츠 (XP130)를 기반으로 한 야리스 리프트백을 제공했다. 비츠가 단종된 후, 마쓰다2를 기반으로 한 야리스 해치백이라는 모델이 2019년 10월 2020년 모델로 판매되기 시작했다.
새로운 규제와 낮은 판매량으로 인해 2020년 6월에 세단과 해치백 모두의 미국 수출이 중단되었다. 7월에는 캐나다 시장에서도 단종되었다. 마쓰다2 기반의 야리스도 2020년 8월 27일 멕시코에서 단종되었고, 태국에서 수입되는 XP150 시리즈 야리스와 야리스 세단이 간접적인 대체 모델로 남았다.

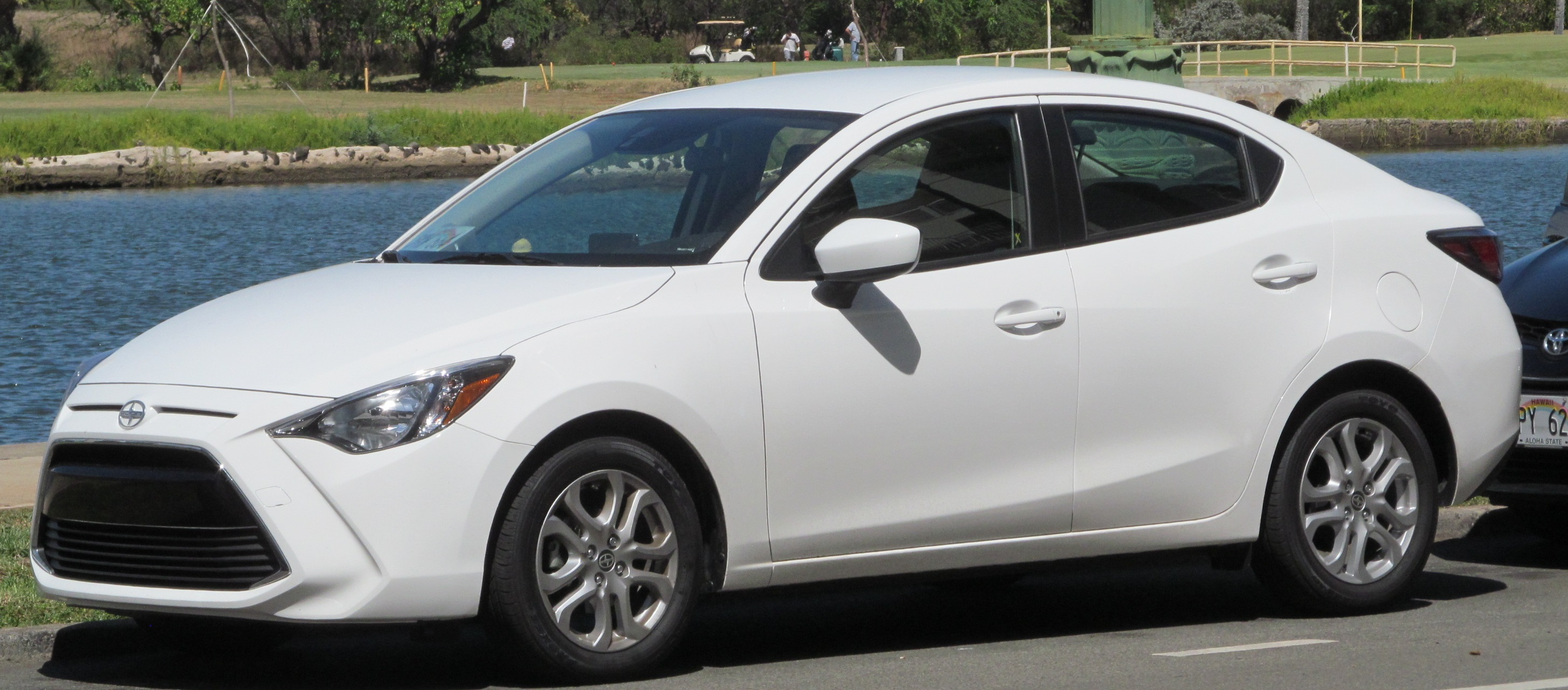
2016 사이언 iA
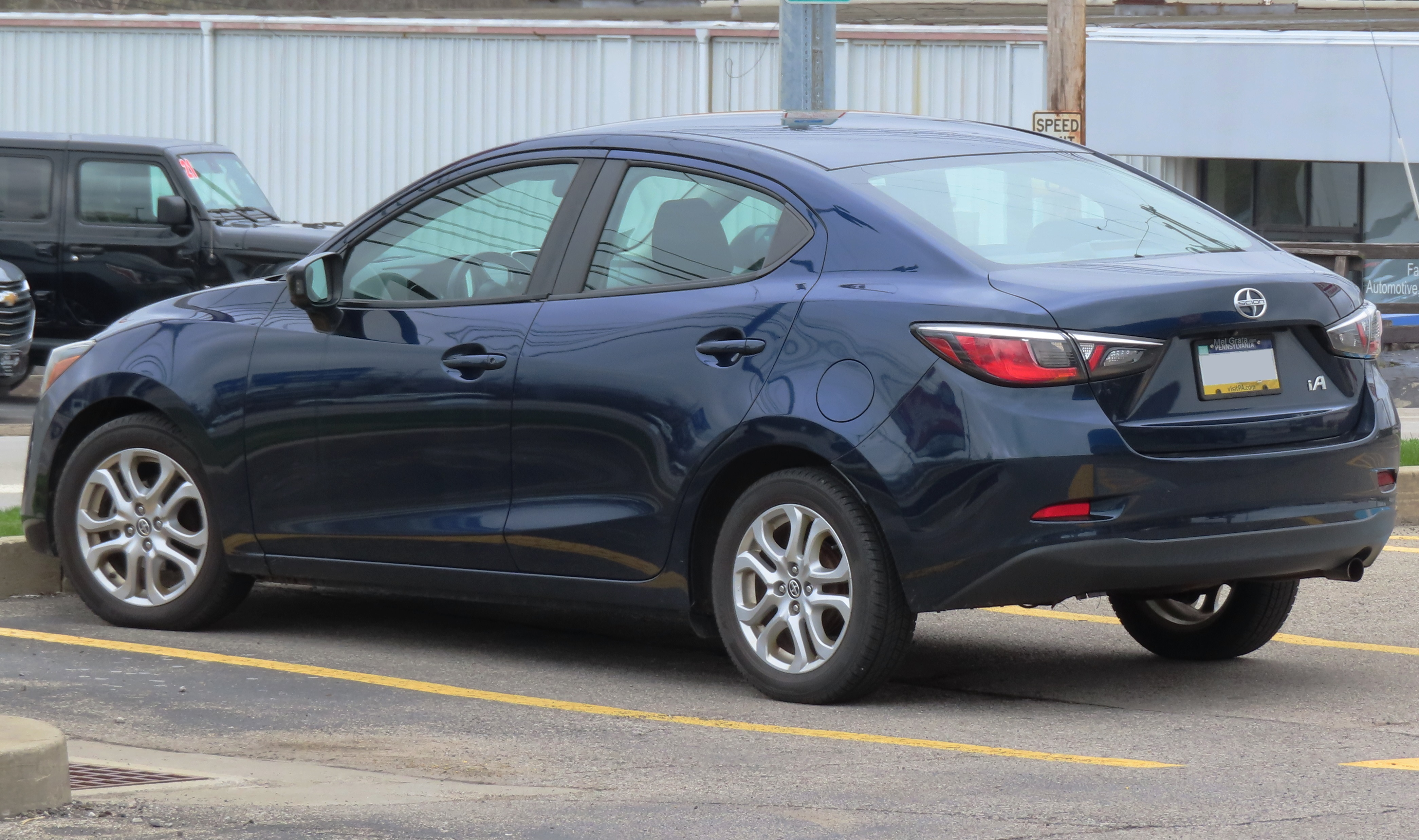
2016 사이언 iA
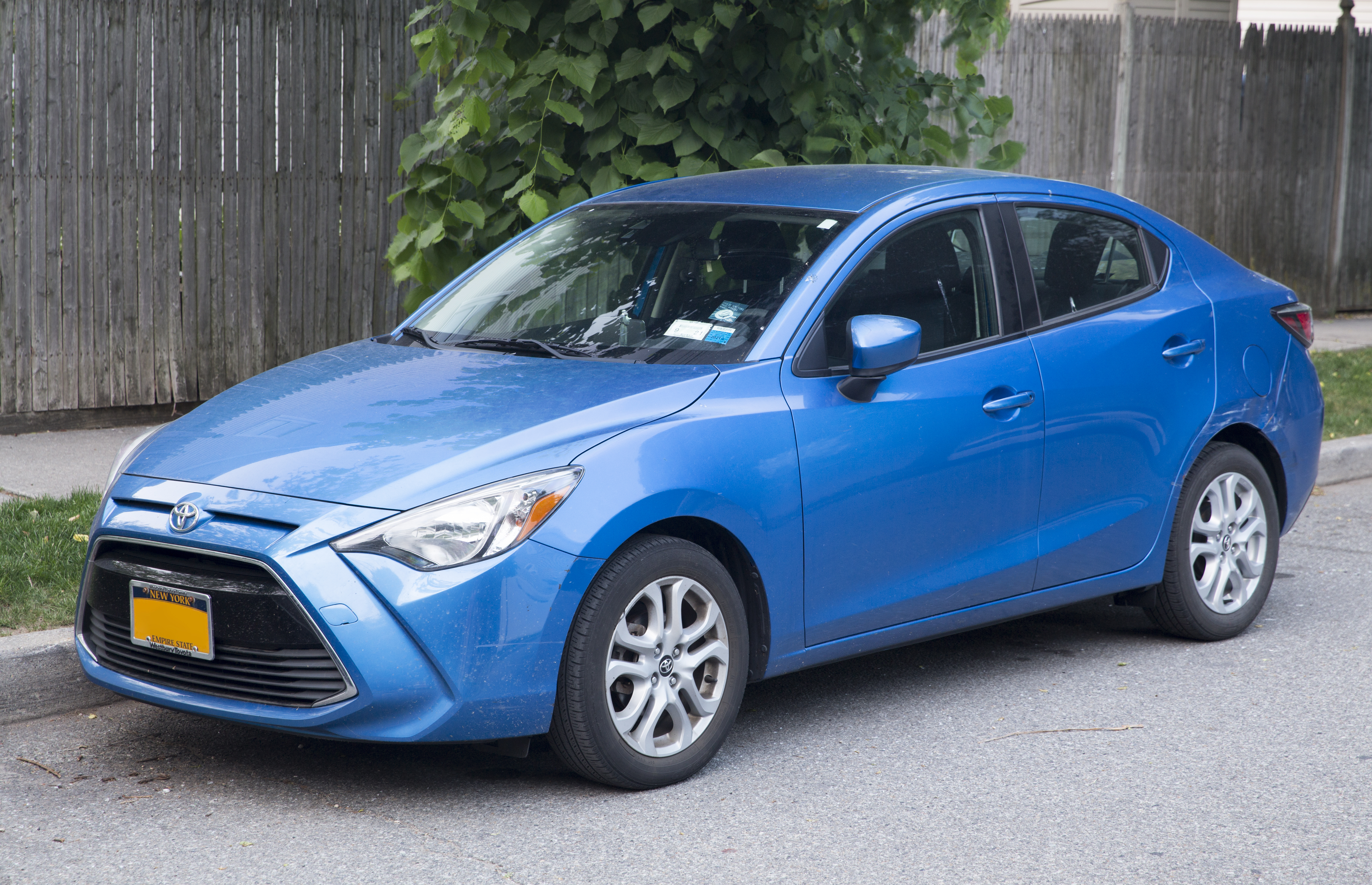
2017 토요타 야리스 iA 세단
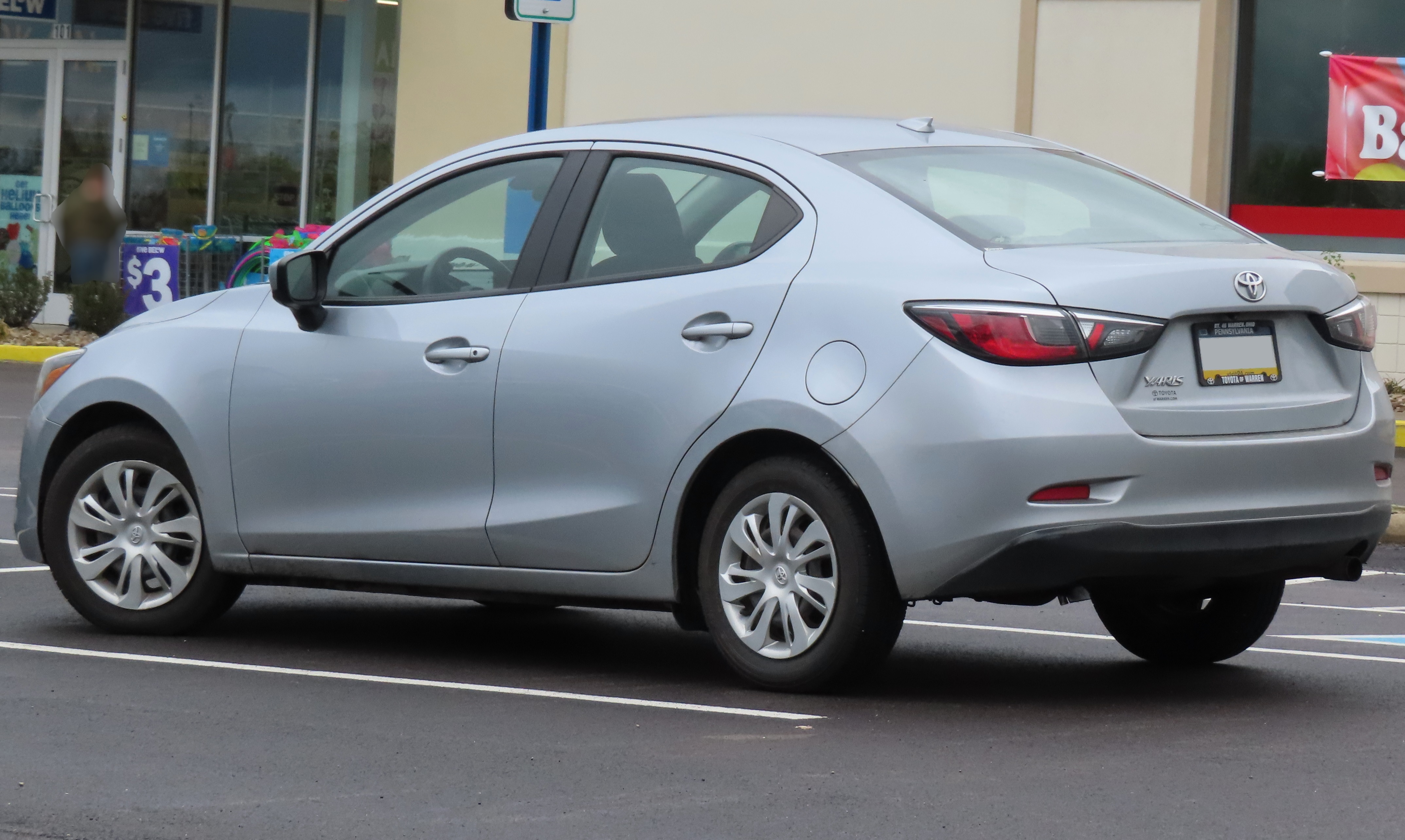
2020 토요타 야리스 L 세단
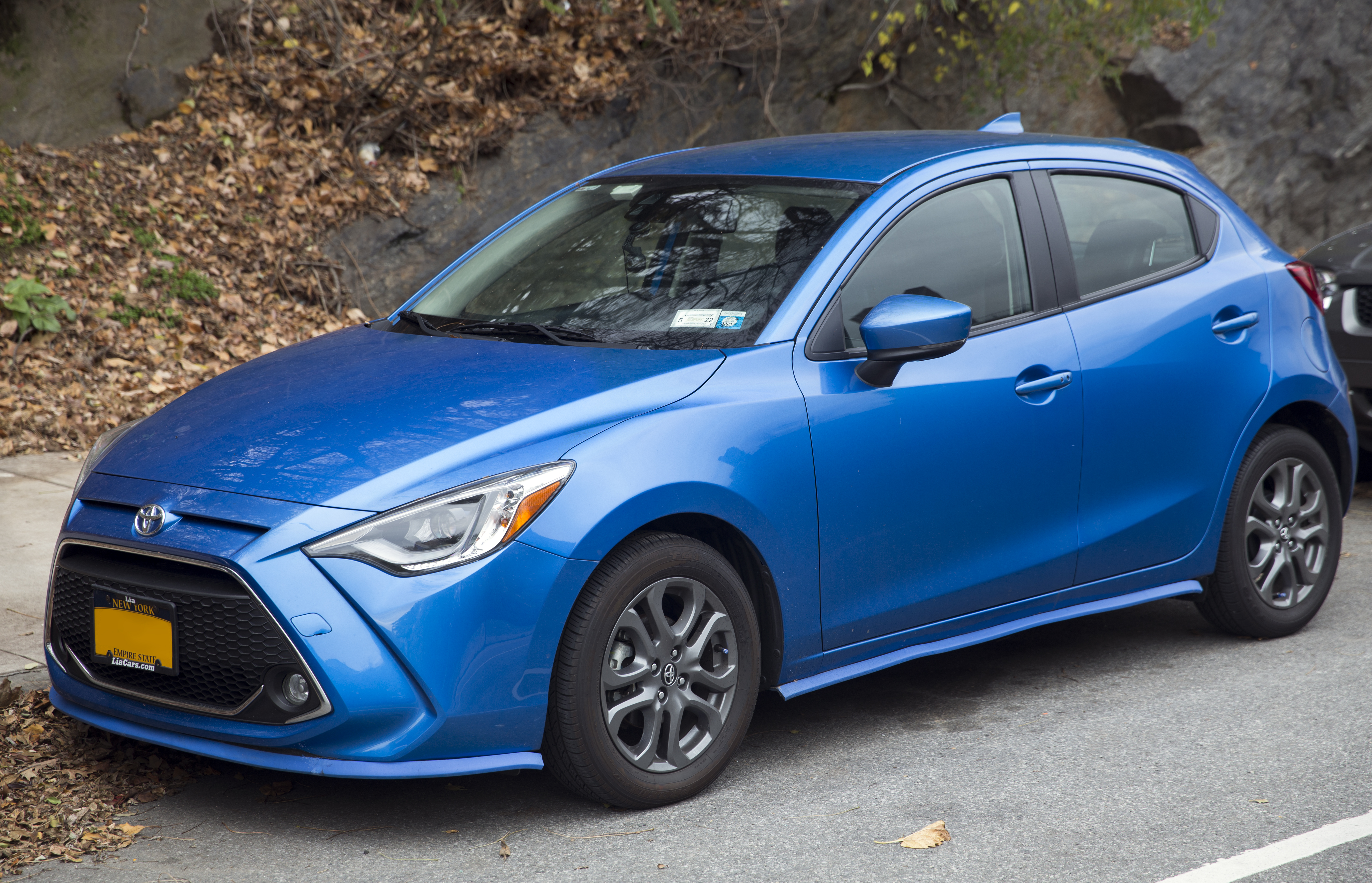
2020 토요타 야리스 XLE 해치백
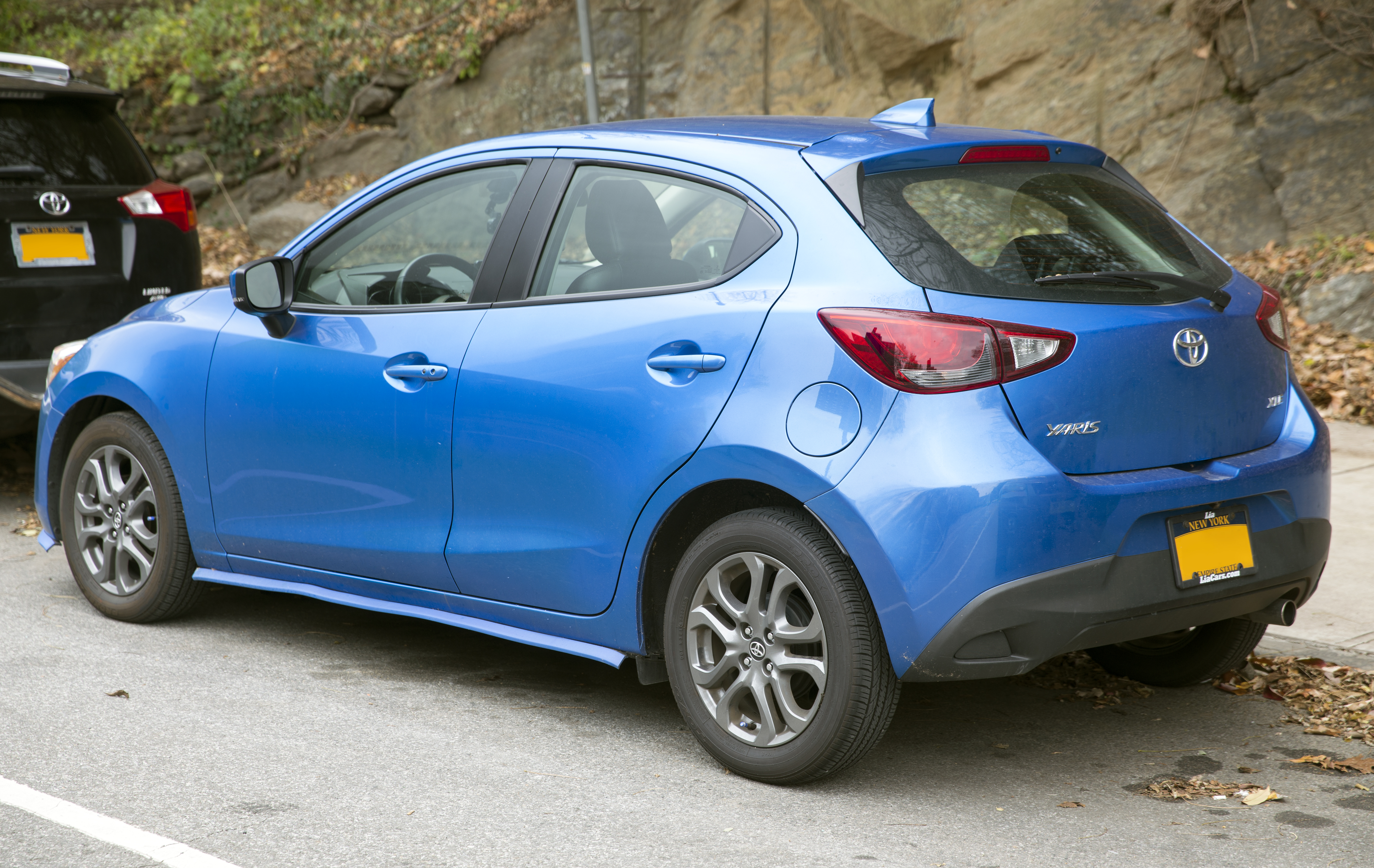
2020 토요타 야리스 XLE 해치백

### 안전
마쓰다2에는 통풍식 전면 디스크 브레이크가 장착되어 있다.
| ANCAP                | ANCAP                 |
| -------------------- | --------------------- |
| 전체 별점            | 5/별                  |
| 정면 오프셋          | 16점 만점에 15.69점   |
| 측면 충격            | 16점 만점에 15.66점   |
| 폴                   | 2점 만점에 2점        |
| 목뼈 보호            | 양호                  |
| 보행자 보호          | 양호                  |
| ESC                  | 표준                  |
| 안전벨트 미착용 경고 | 3점 만점에 3점        |
| 종합 점수            | 37점 만점에 36.35점   |
| 평가 연도/일자       | 2015                  |
| 에어백               | 듀얼 전면, 측면, 헤드 |

| IIHS (사이언 iA/토요타 야리스 iA) | IIHS (사이언 iA/토요타 야리스 iA)          |
| --------------------------------- | ------------------------------------------ |
| 스몰 오버랩 (운전석)              | 양호                                       |
| 스몰 오버랩 (조수석)              | 양호                                       |
| 모더레이트 오버랩 전면            | 양호                                       |
| 측면                              | 양호                                       |
| 루프 강도                         | 양호                                       |
| 헤드레스트 및 시트                | 양호                                       |
| 헤드라이트                        | 미테스트 (2016) 나쁨 (2017–2020)           |
| 전방 충돌 방지 (차량 대 차량)     | 고급                                       |
| 전방 충돌 방지: 차량 대 보행자    | 사용 불가                                  |
| 카시트 앵커 (LATCH) 사용 편의성   | 보통 (2016–2020; 세단) 허용 (2020; 해치백) |

| JNCAP (일본)   | JNCAP (일본) |
| -------------- | ------------ |
| 전체 별점      | 5/별         |
| 충돌 안전 성능 | 185.7/208.0  |
| 예방 안전 성능 | 16.8/40.0    |

| 라틴 NCAP (2018) | 라틴 NCAP (2018) |
| ---------------- | ---------------- |
| 성인             | 2/별             |
| 성인             | 28.66/34.00      |
| 어린이           | 3/별             |
| 어린이           | 33.81/49.00      |
| 전면             | 14.35/16.00      |
| 측면             | 14.31/16.00      |

## 기타 버전

### 토요타 야리스 기반 모델 (XP210; 2022)

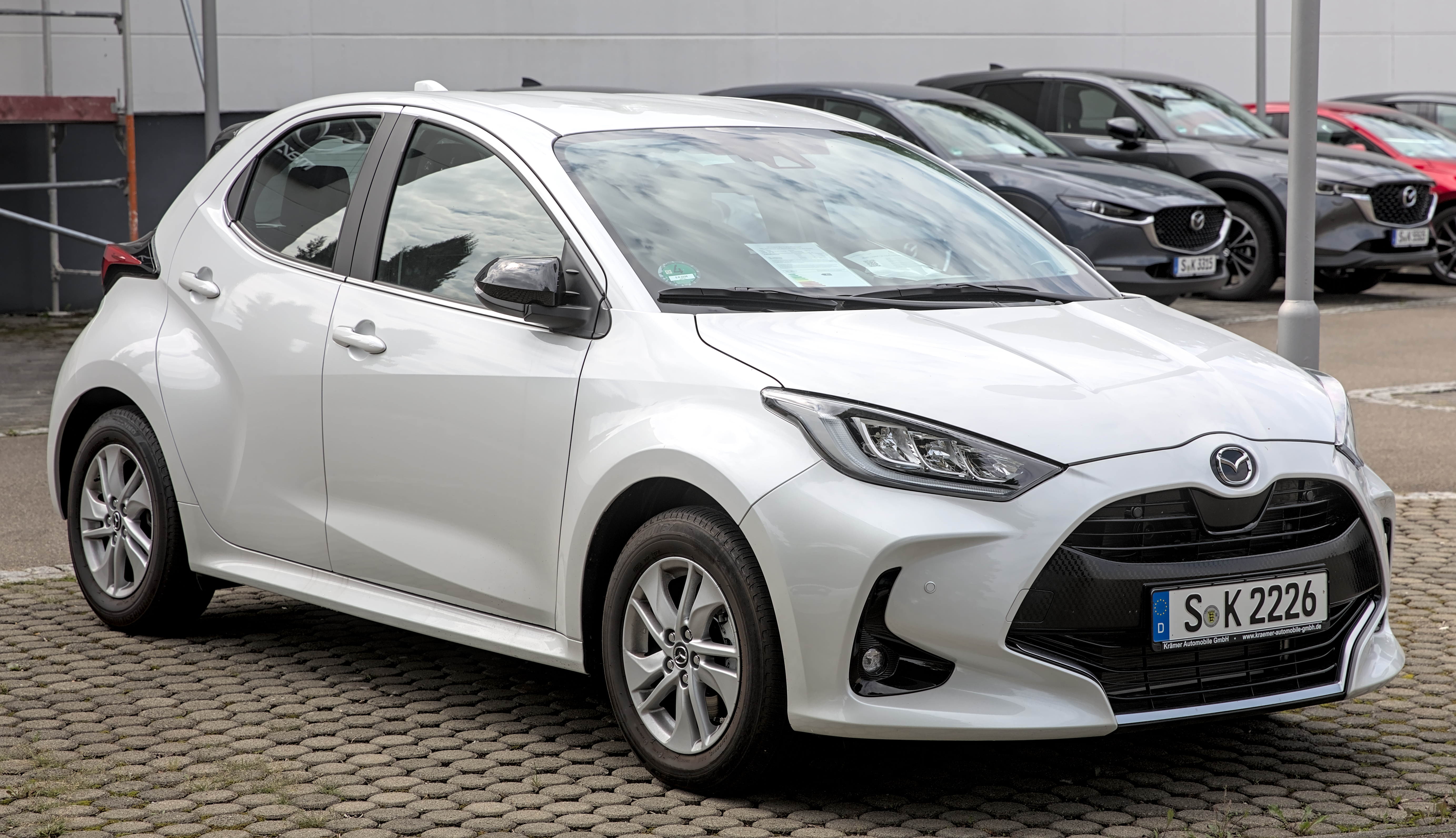
마쓰다2 하이브리드 (XP210) (페이스리프트 이전)

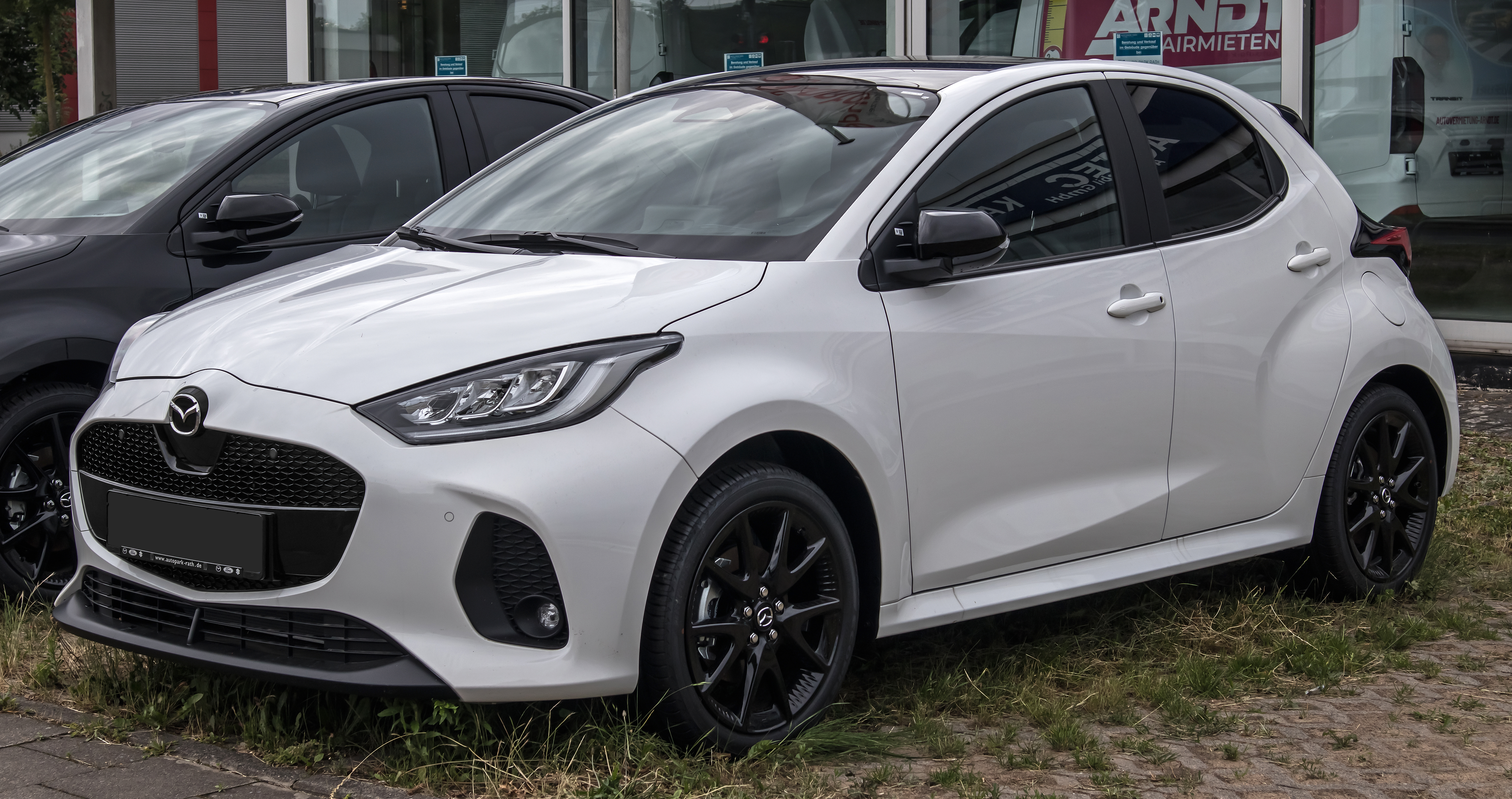
마쓰다2 하이브리드 (페이스리프트)

XP210 토요타 야리스 하이브리드를 기반으로 한 마쓰다2 하이브리드는 2021년 12월에 생산에 들어가 2022년부터 구형 마쓰다 제작의 일반 가솔린 동력 DJ 모델과 함께 유럽에서 판매되었다. 2024년에 페이스리프트를 거쳤다.

## 판매량
| 연도 | 유럽   | 일본   | 호주   | 태국   | 멕시코  | 멕시코   | 미국   | 캐나다 | 콜롬비아 | 중국   |
| 연도 | 유럽   | 일본   | 호주   | 태국   | 마쓰다2 | 야리스-R | 미국   | 캐나다 | 콜롬비아 | 중국   |
| ---- | ------ | ------ | ------ | ------ | ------- | -------- | ------ | ------ | -------- | ------ |
| 2008 | 72,638 |        |        |        |         |          |        |        |          |        |
| 2009 | 75,425 |        |        |        |         |          |        |        |          |        |
| 2010 | 52,838 | 65,949 |        |        |         |          | 3,021  |        |          | 13,692 |
| 2011 | 38,251 | 61,736 |        |        | 1,650   |          | 13,952 |        |          | 22,634 |
| 2012 | 30,023 | 57,820 |        |        | 2,626   |          | 22,016 | 4,935  |          | 21,680 |
| 2013 | 23,604 | 43,573 |        |        | 2,965   |          | 11,757 | 4,072  |          | 8,981  |
| 2014 | 24,289 | 48,564 | 13,424 | 6,801  | 2,256   |          | 13,615 | 2,449  |          | 3,049  |
| 2015 | 35,478 | 72,771 | 14,511 | 19,091 | 4,860   | 3,099    | 297    | 761    |          | 1,345  |
| 2016 | 36,463 | 57,320 | 13,639 | 23,223 | 3,812   | 6,729    |        | 27     |          | 996    |
| 2017 | 31,703 | 49,302 | 12,101 | 31,760 | 2,842   | 2,932    |        |        |          | 151    |
| 2018 | 32,246 | 48,182 | 9,542  | 45,972 | 7,959   | 2,259    |        |        |          |        |
| 2019 | 37,346 | 11,172 | 8,198  | 41,987 | 8,802   | 1,122    |        |        |          |        |
| 2020 | 16,402 | 21,309 | 3,790  | 21,813 | 4,309   | 408      |        |        |          |        |
| 2021 | 18,339 | 24,652 | 4,183  | 19,388 | 5,055   |          |        |        |          |        |
| 2022 | 24,502 | 24,429 | 5,146  | 16,249 | 10,965  |          |        |        | 4,162    |        |
| 2023 |        | 20,706 | 5,181  | 7,834  | 20,104  |          |        |        | 5,204    |        |
| 2024 |        | 21,649 | 5,365  | 4,666  | 21,921  |          |        |        | 3,774    |        |